# Liste des œuvres présentées à la deuxième exposition des impressionnistes
Cet article recense les œuvres présentées lors de la deuxième exposition des impressionnistes, qui s'est tenue du 30 mars au 30 avril 1876. Rassemblant 19 artistes, l'exposition regroupe 252 œuvres,.
Les titres des œuvres sont ceux donnés sur le catalogue de l'exposition. Ils peuvent différer de ceux qu'on leur donne aujourd'hui.

## Liste

### Édouard Béliard
Édouard Béliard présente 8 tableaux, des paysages, essentiellement de Pontoise et des environs. Le catalogue de l'exposition indique qu'il est domicilié à Étampes. Il avait déjà participé à la 1re exposition impressionniste de 1874, mais il ne participera à aucune autre édition ultérieure.
En 2022, aucun catalogue raisonné du peintre n'existe et il est difficile de faire correspondre avec certitude les titres mentionnés dans le catalogue avec des œuvres connues.
- 1 : Bords de l'Oise (mentionné comme appartenant aux collections du musée intercommunal d'Étampes dans la base Salons du musée d'Orsay[3])
- 2 : Fabriques au bord de l'Oise
- 3 : Rue de village
- 4 : La Rue de Chauffour à Étampes. Effet de neige
- 5 : Port de Granville
- 6 : Rue de l'Hermitage, à Pontoise
- 7 : Rue Dorée, à Pontoise
- 8 : Promenade des fossés, à Pontoise (un tableau conservé au  musée Tavet-Delacour, peint en 1872, porte le même nom[4])

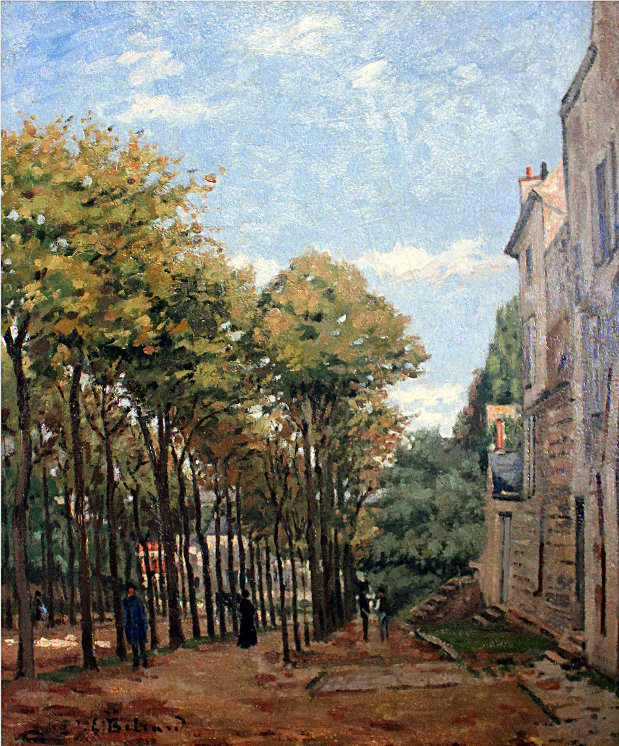
Promenade des fossés à Pontoise (1872 ; musée Tavet-Delacour)

### Pierre-Isidore Bureau
Pierre-Isidore Bureau présente 8 tableaux de paysages. Il est domicilié au 31 rue de Turenne à Paris.
Pierre-Isidore Bureau avait déjà participé à la 1re exposition impressionniste de 1874 ; il expose également au Salon de 1865 à 1876. Il meurt cependant en 1876, quelques semaines après la fin de la 2e exposition impressionniste.
Il n'est pas possible de lier avec certitude les titres mentionnés dans le catalogue de l'exposition avec des œuvres du peintre présentes dans des collections actuelles.
- 9 : Route de Champagne, près l'Isle-Adam
- 10 : Jouy-le-Comte, clair de lune
- 11 : Château de Valmondois
- 12 : Entrée de village à Champagne, près l'Isle-Adam
- 13 : Meules au clair de lune
- 14 : Entrée de Nesles
- 15 : Avoines dans la plaine de Champagne
- 16 : Usine à Pacy-sur-Eure

### Gustave Caillebotte
Gustave Caillebotte expose 8 tableaux, dont deux versions des Raboteurs de parquet. Il est domicilié au 77 rue de Miromesnil à Paris. Il s'agit de la première participation de Caillebotte à une exposition impressionniste ; il participera ensuite aux 3e, 4e, 5e et 7e éditions.
La liste suivante donne, le cas échéant, pour chaque œuvre, sa correspondance dans le catalogue raisonné de Marie Berhaut.
- 17 : Raboteurs de parquet (version de 1875) par la suite dans les collections du musée d'Orsay sous le titre Les Raboteurs de parquet[5] (Berhaut no 35)
- 18 : Raboteurs de parquet (version de 1876) (Berhaut no 34)
- 19 : Jeune homme jouant du piano[6] (Berhaut no 36)
- 20 : Jeune homme à la fenêtre[7] (Berhaut no 32)
- 21 : Le Déjeuner (Berhaut no 37)
- 22 : Jardin
- 23 : Jardin (possiblement Berhaut no 25)
- 24 : Après déjeuner (Berhaut no 2)

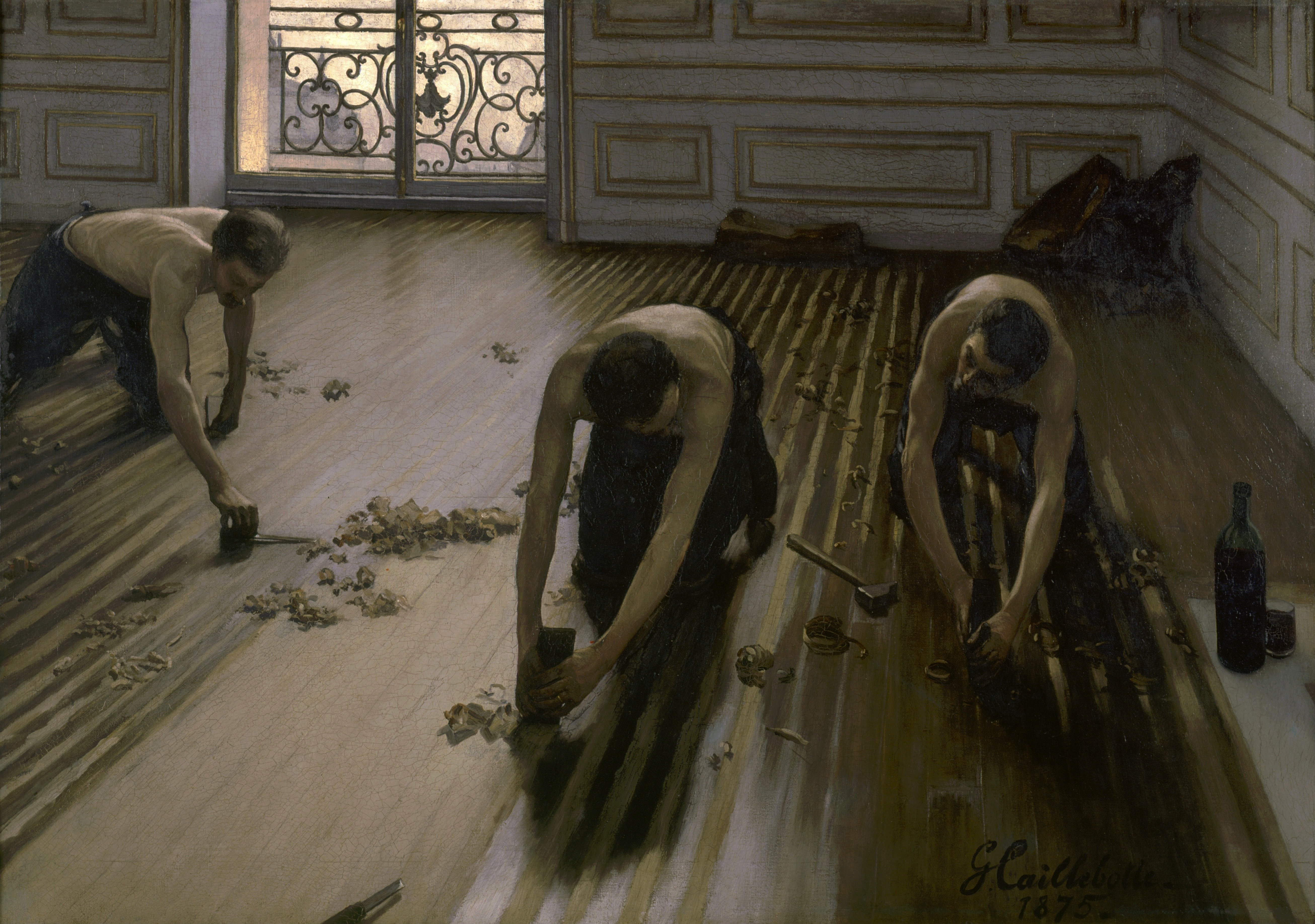
17 : Raboteurs de parquet
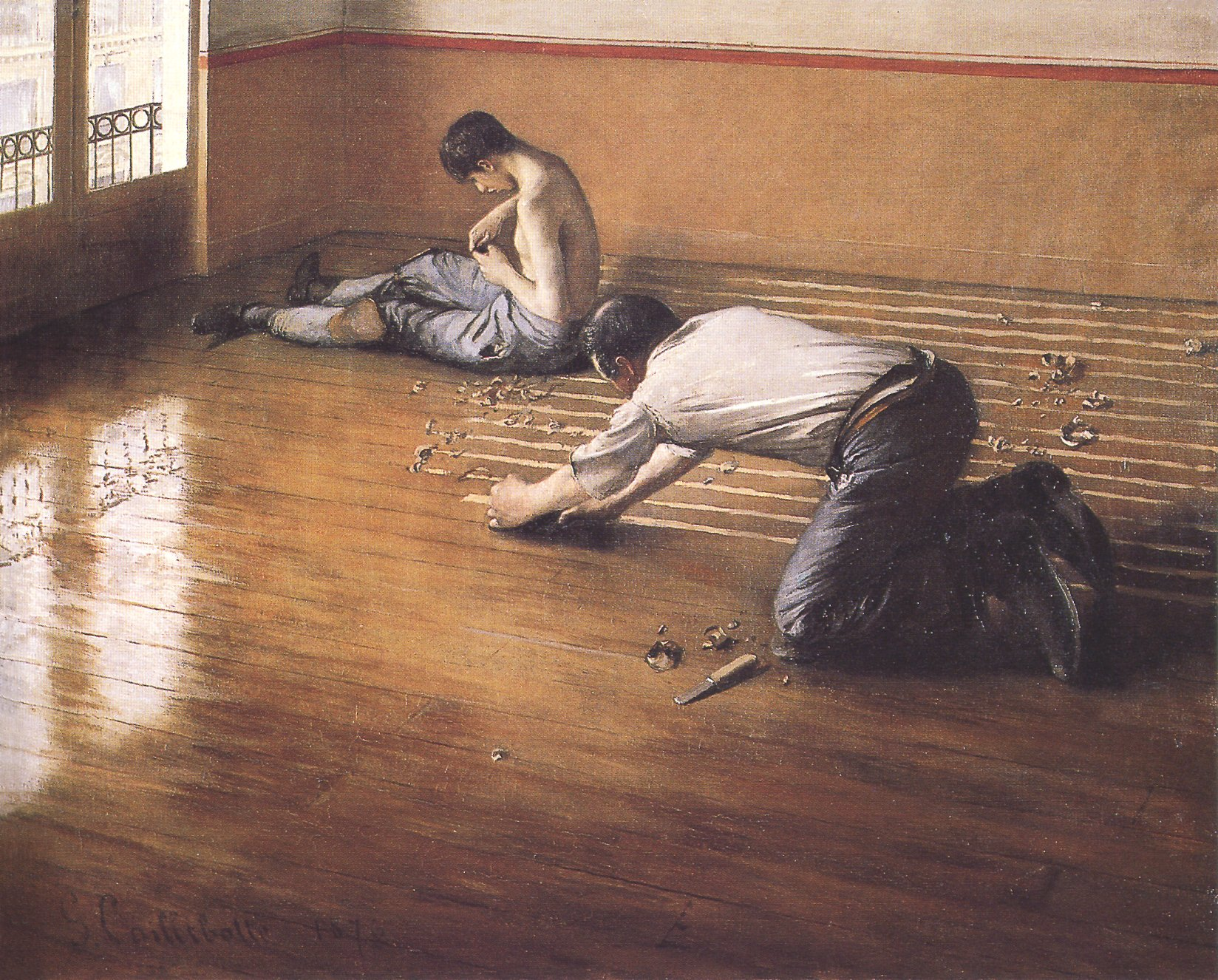
18 : Raboteurs de parquet
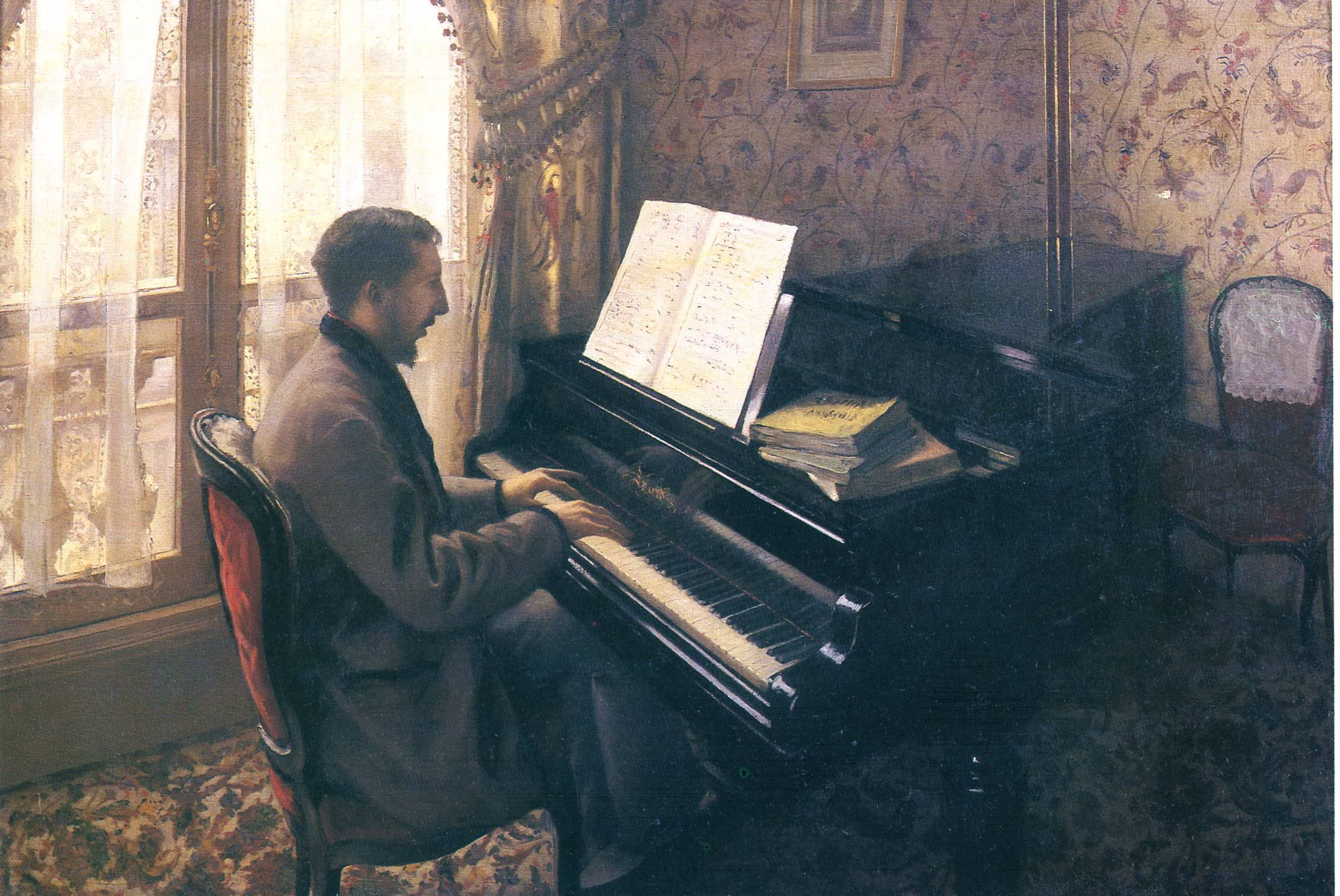
19 : Jeune Homme jouant du piano
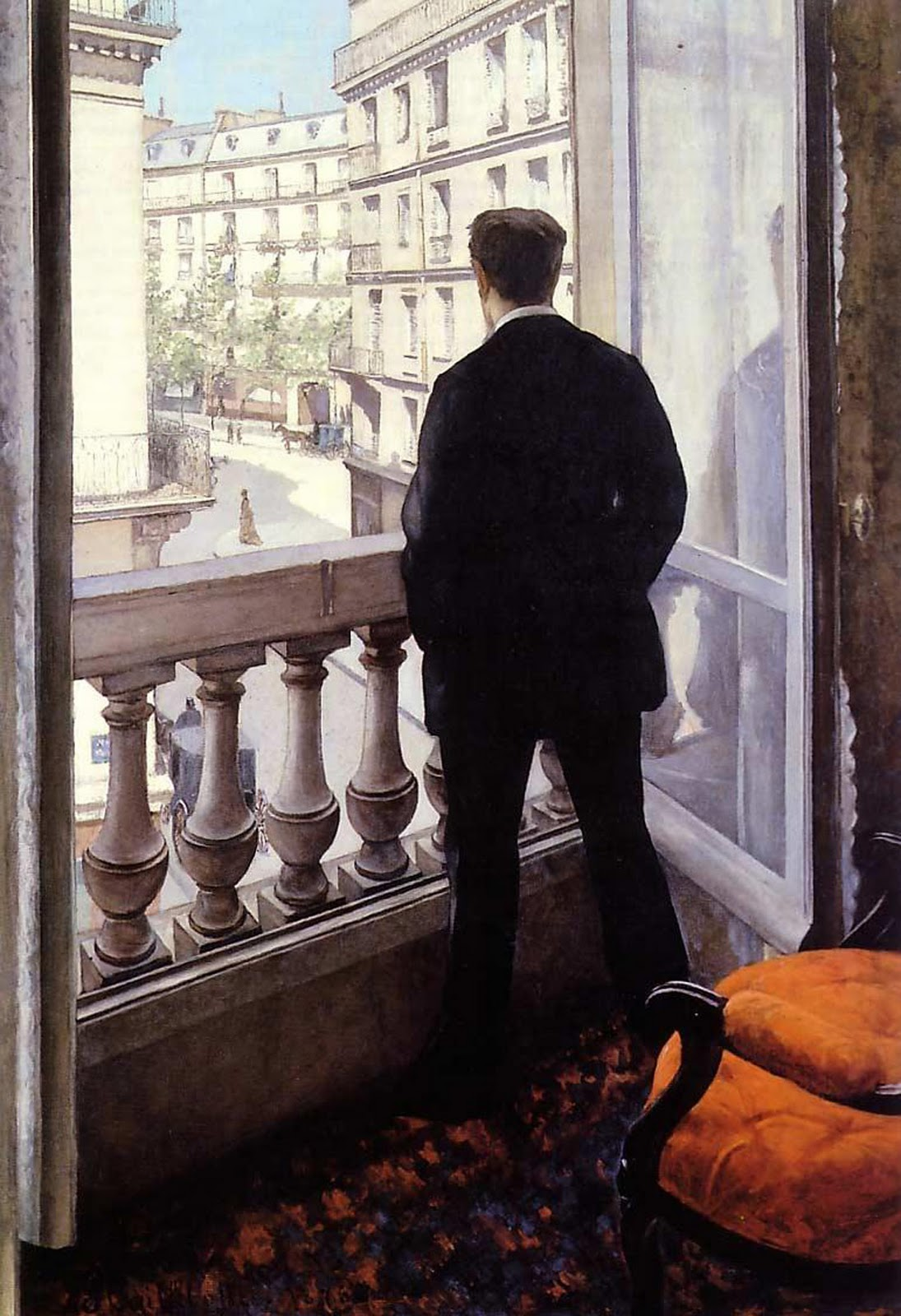
20 : Jeune homme à la fenêtre
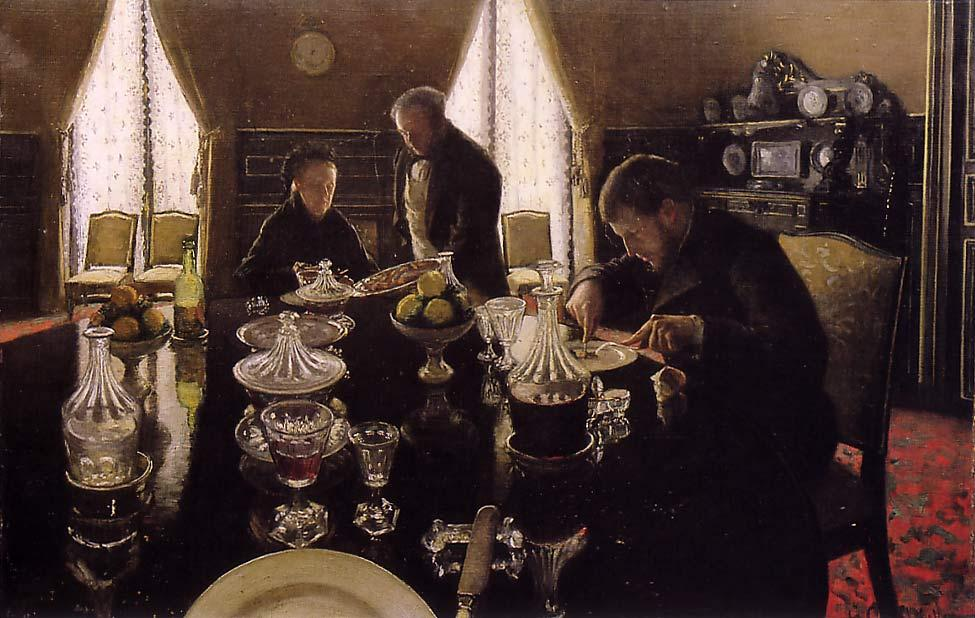
21 : Le Déjeuner
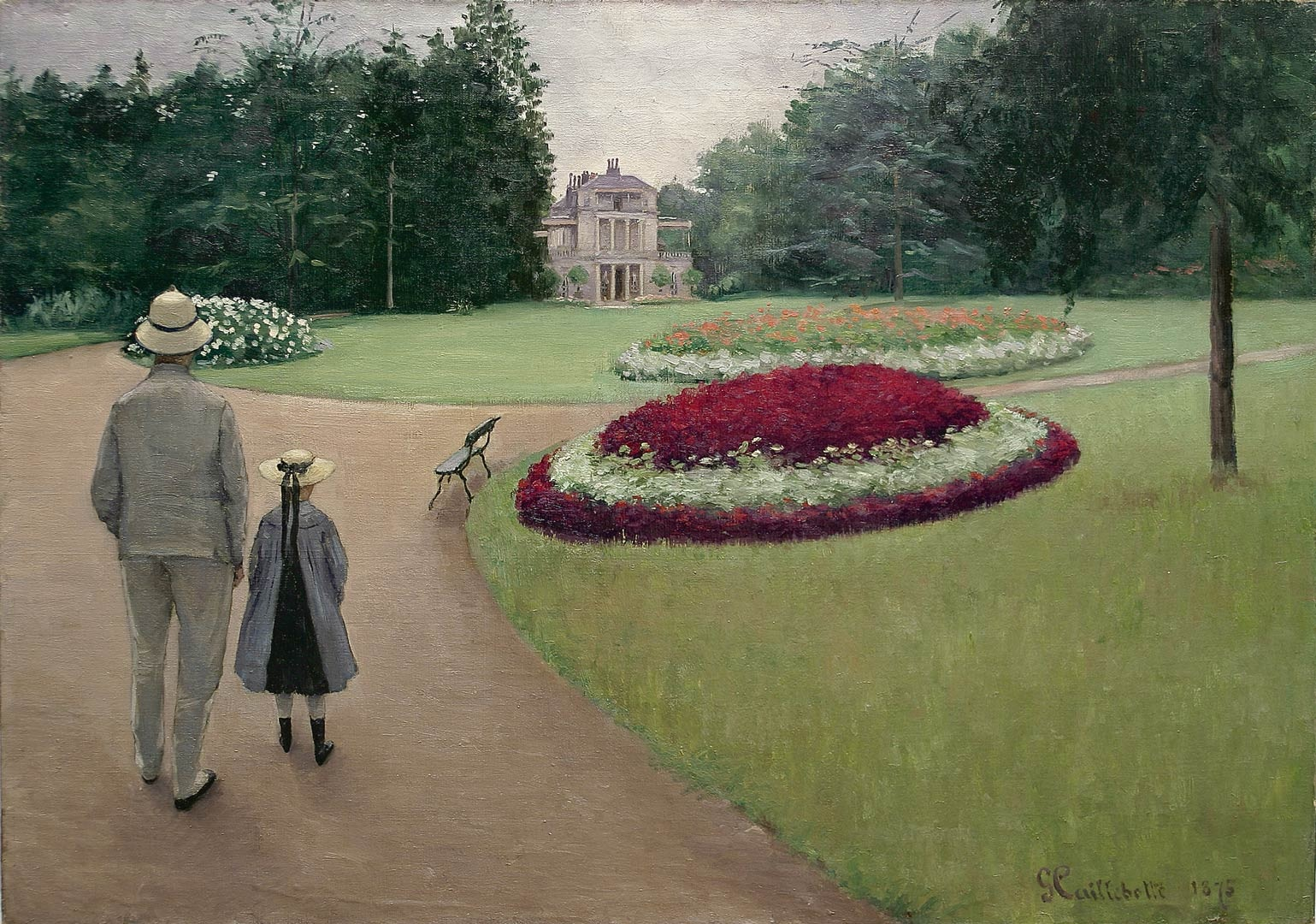
Le Parc de la propriété Caillebotte à Yerres ; peut-être 23 : Jardin

### Adolphe-Félix Cals
Adolphe-Félix Cals présente 11 œuvres (sous le nom de Félix-Adolphe Cals) : 8 tableaux et 3 dessins. Il est domicilié au 70 rue Rochechouart à Paris.
Cals avait déjà participé à la 1re exposition impressionniste ; il participera ensuite aux 3e et 4e éditions (à titre posthume pour cette dernière, étant mort un an auparavant).
- 25 : Soleil couchant (par la suite dans les collections du musée d'Orsay sous le titre Soleil couchant à Honfleur[8])
- 26 : Ferme de Saint-Siméon, printemps (collection particulière)
- 27 : Sous les arbres
- 28 : Madeleine
- 29 : Femme allaitant son enfant
- 30 : À la ferme de Saint-Siméon
- 31 : Cour à Honfleur
- 32 : La Leçon
- 33 : Portrait de Mme X... (dessin)
- 34 : Les Enfants du pêcheur (dessin)
- 35 : Le Repas frugal (dessin)

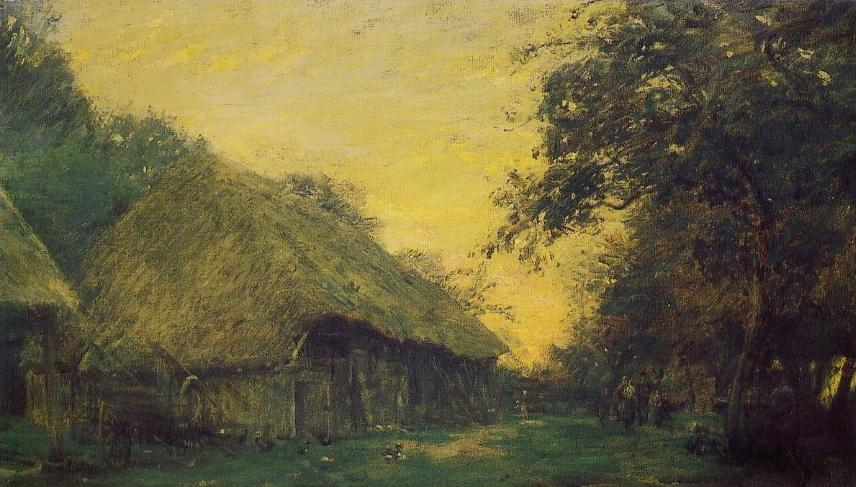
25 : Soleil couchant

### Edgar Degas
Edgar Degas présente 24 œuvres (sous le nom d'Edgard Degas) : 8 tableaux et 3 dessins. Il est domicilié au 77 rue Blanche à Paris.
Degas avait déjà participé à la 1re exposition impressionniste ; il participera ensuite aux 3e, 4e, 5e, 6e et 8e éditions.
La liste suivant donne si possible, pour chaque œuvre, sa correspondance dans le catalogue raisonné de Paul-André Lemoisne.
24 œuvres :
- 36 : Portrait dans un bureau, Nouvelle-Orléans (Lemoisne no 320 ; collection du musée des Beaux-Arts de Pau sous le titre Un Bureau de coton à La Nouvelle-Orléans[9])
- 37 : Examen de danse (Lemoisne no 397 ; appartient alors à M. F... ; collection du Metropolitan Museum of Art[10])
- 38 : Portrait de M. E. M... (de) (Eugène Manet ; Lemoisne no 339 ; collection particulière)
- 39 : Portrait de femme (ébauche) (Yves Morisot, sœur de Berthe Morisot, épouse de Théodore Gobillard ; Lemoisne no 213 ; collection du Metropolitan Museum of Art[11])
- 40 : Cour d'une maison (Nouvelle-Orléans, esquisse) (Lemoisne no 309)
- 41 : Blanchisseuses (Lemoisne no 686, collection particulière, ou 687, collection du Norton Simon Museum sous le titre Les Repasseuses[12])
- 42 : Ébauche de portrait (pastel)
- 43 : Portrait, le soir
- 44 : Salle de danse
- 45 : Salle de danse
- 46 : Portrait
- 47 : Coulisses (Lemoisne no 512 ; collection de l'Art Institute of Chicago sous le titre Danseuses jaunes[13])
- 48 : Coulisses
- 49 : Blanchisseuse (silhouette) (Lemoisne no 356 ; collection du Metropolitan Museum of Art sous le titre A Woman Ironing[14])
- 50 : Blanchisseuse portant du linge (Lemoisne no 410 ; collection particulière)
- 51 : Divers croquis de danseuses
- 52 : Dans un café (Lemoisne no 394 ; collection du musée d'Orsay sous le titre L'Absinthe)
- 53 : Orchestre
- 54 : Blanchisseuse
- 55 : Femme se lavant le soir
- 56 : Petites Paysannes se baignant à la mer vers le soir (peut-être Lemoisne no 377 ; collection particulière)
- 57 : Modiste
- 58 : Portrait
- 59 : Blanchisseuse (dessin)

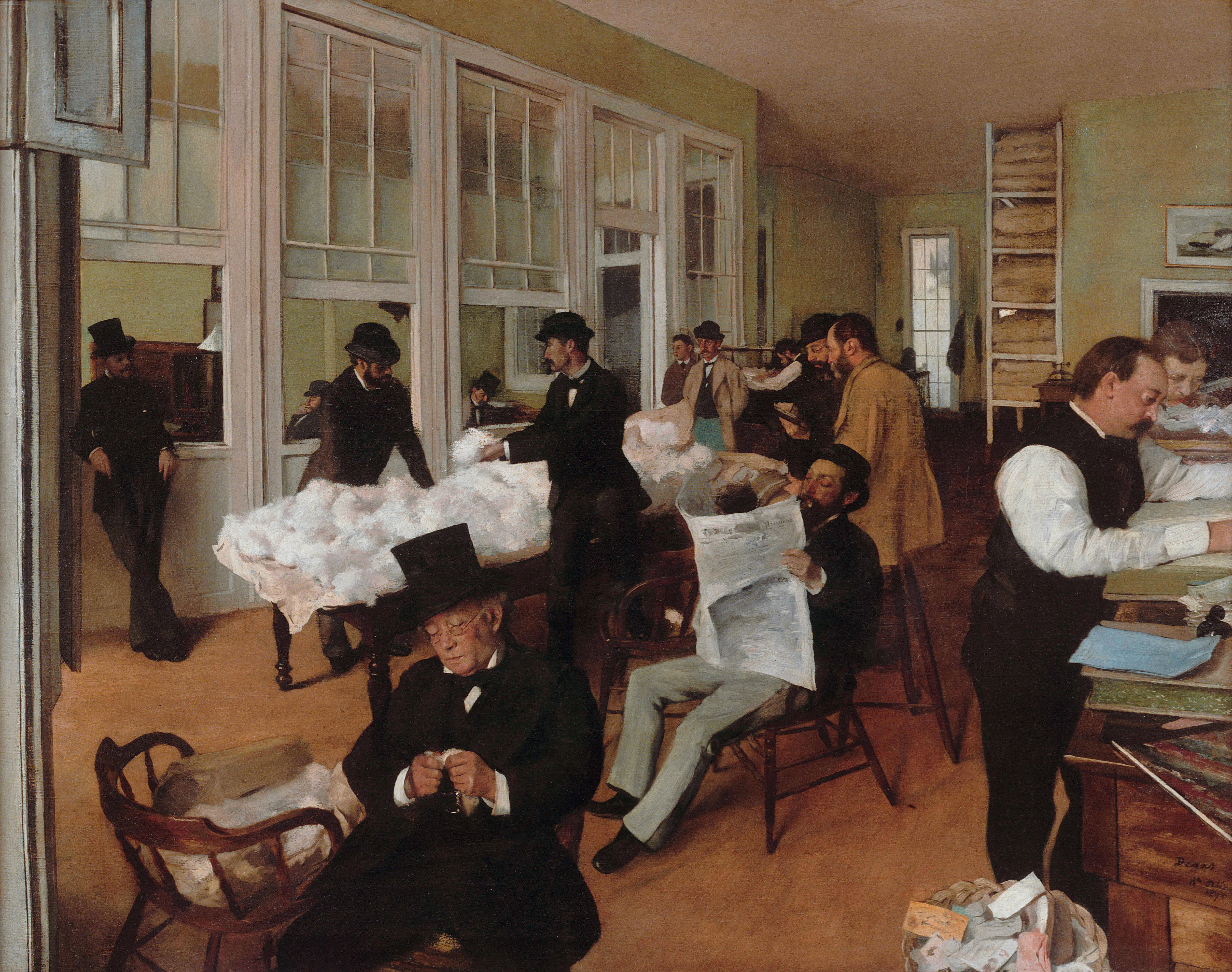
36 : Portrait dans un bureau, Nouvelle-Orléans
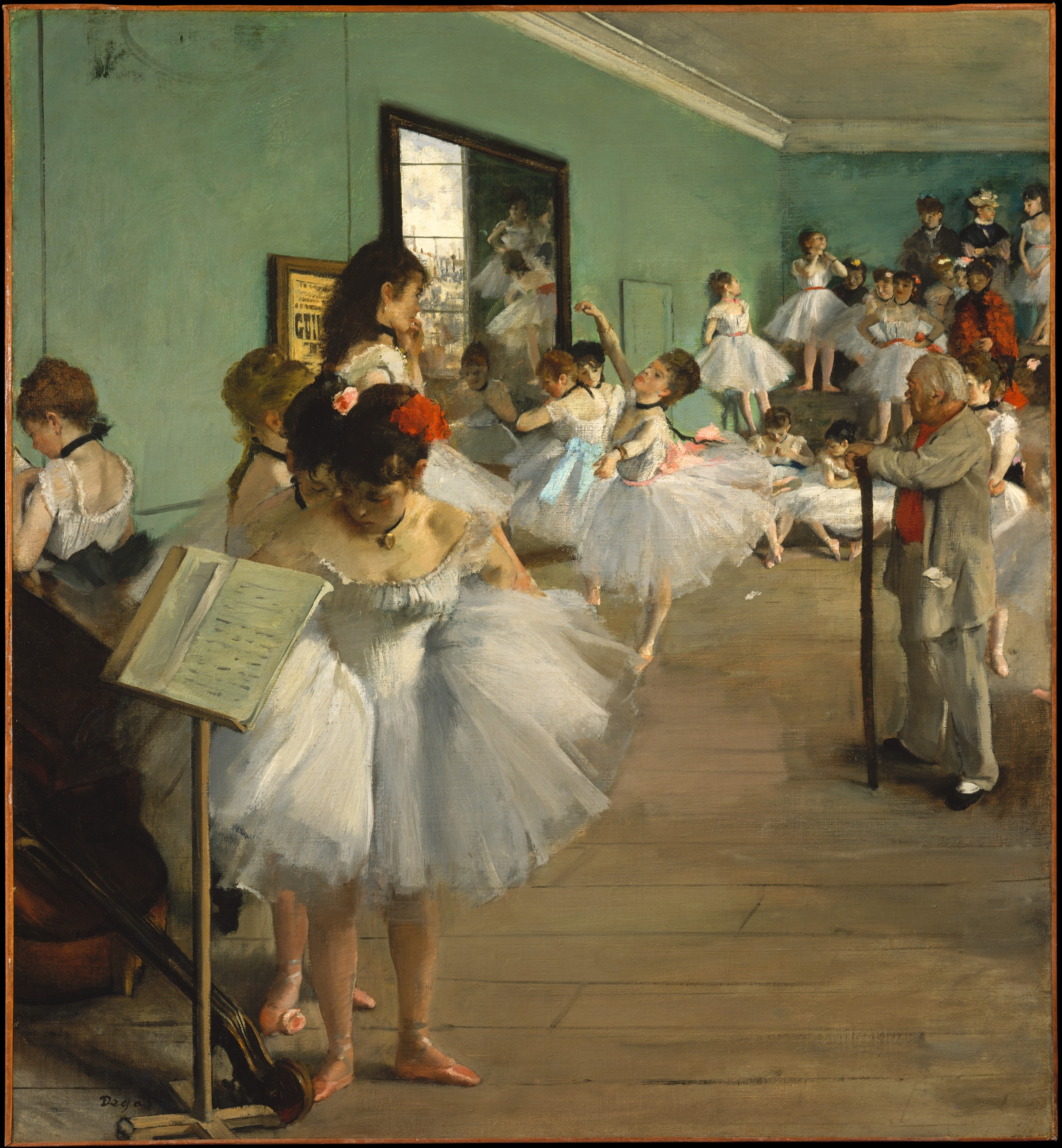
37 : Examen de danse
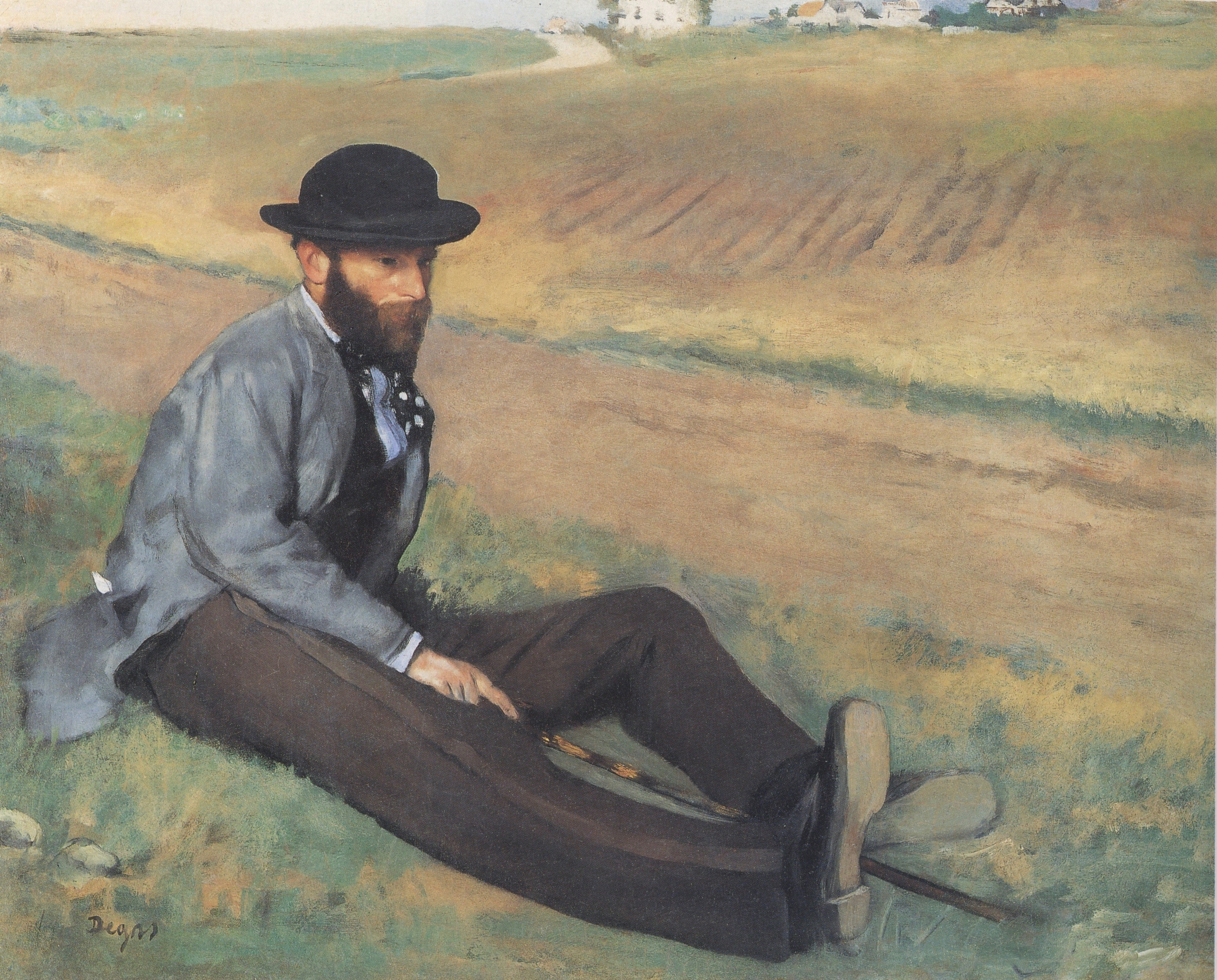
38 : Portrait de M. E. M... (de)
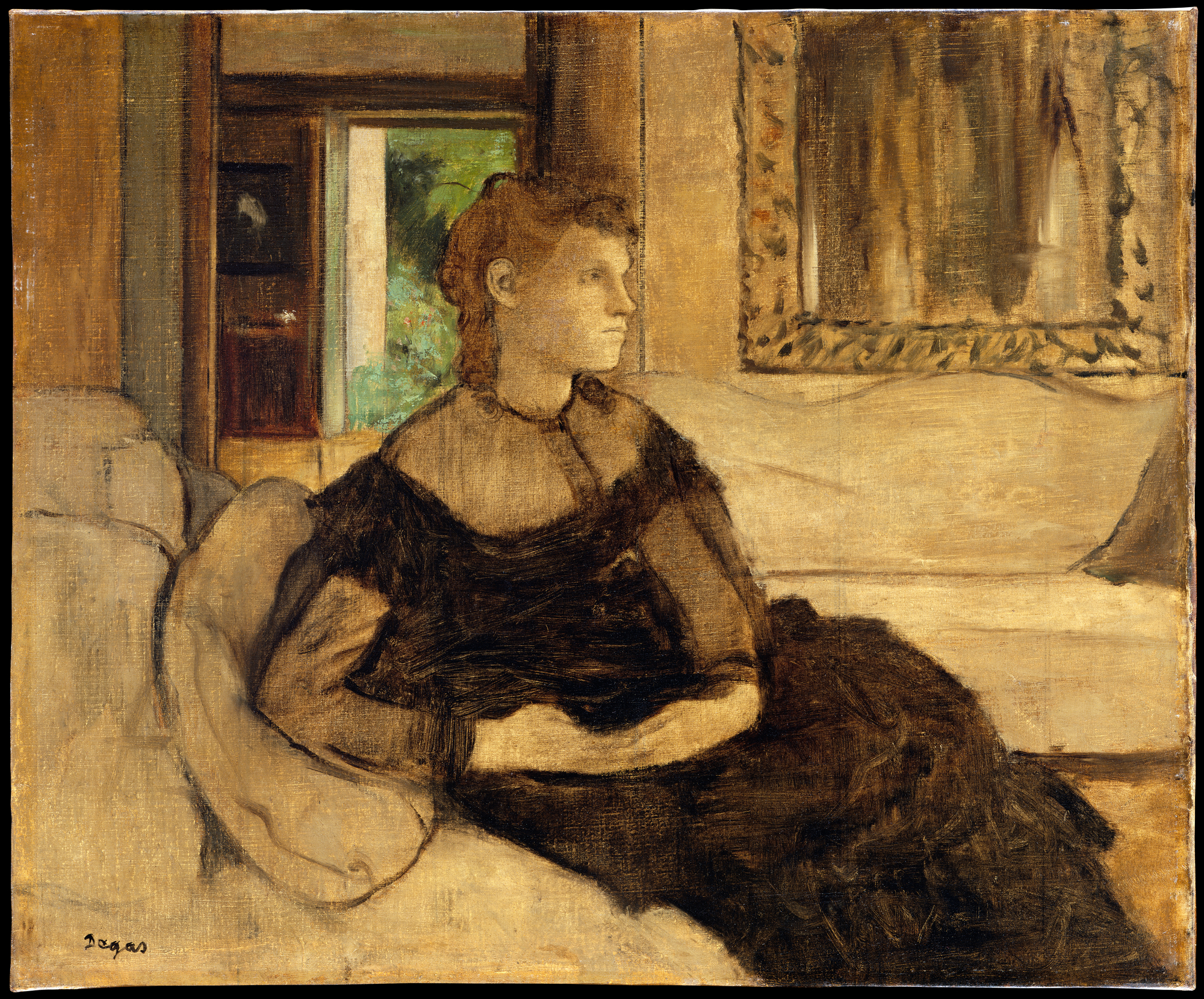
39 : Portrait de femme (ébauche)
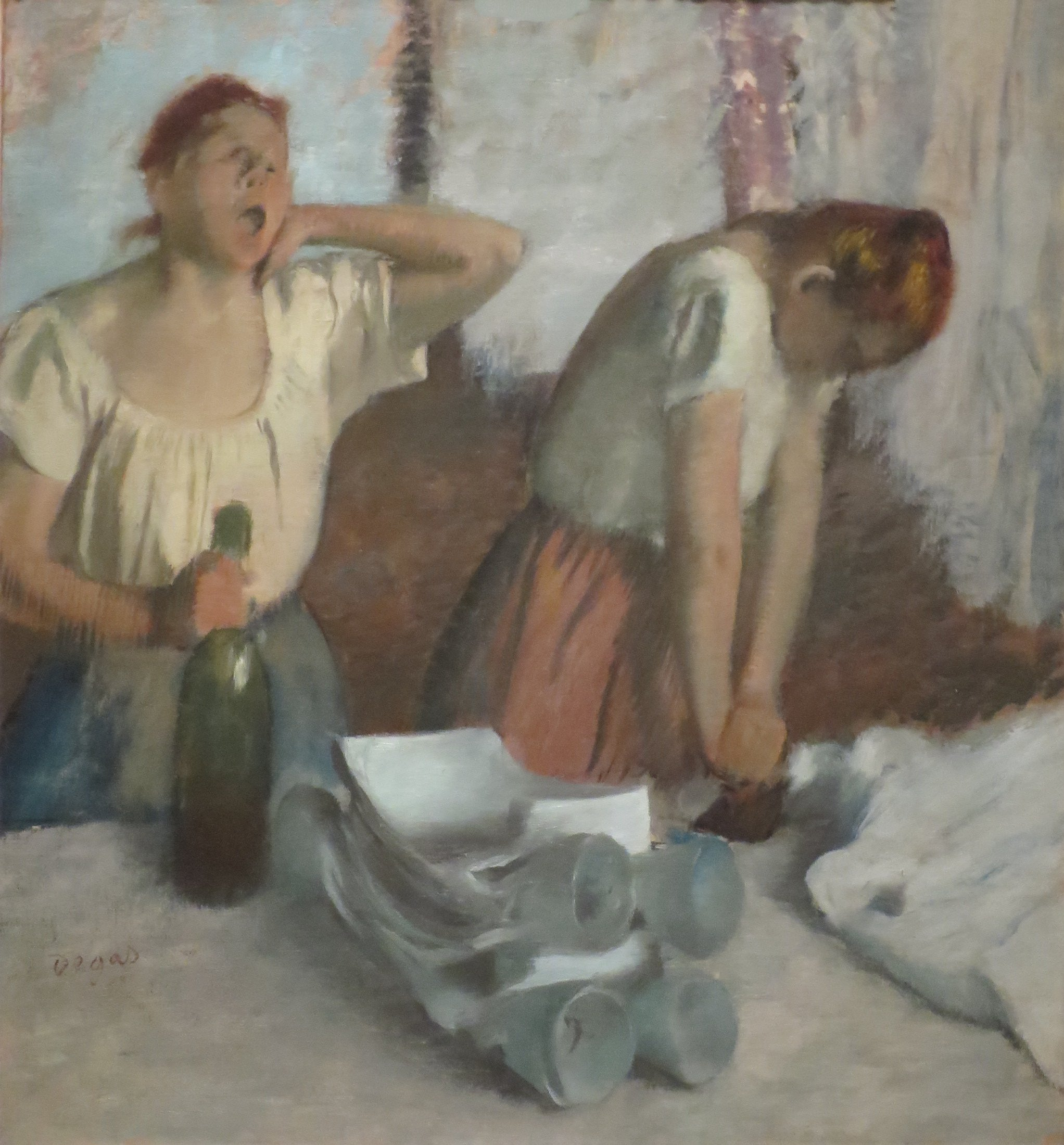
41 : Blanchisseuses ?
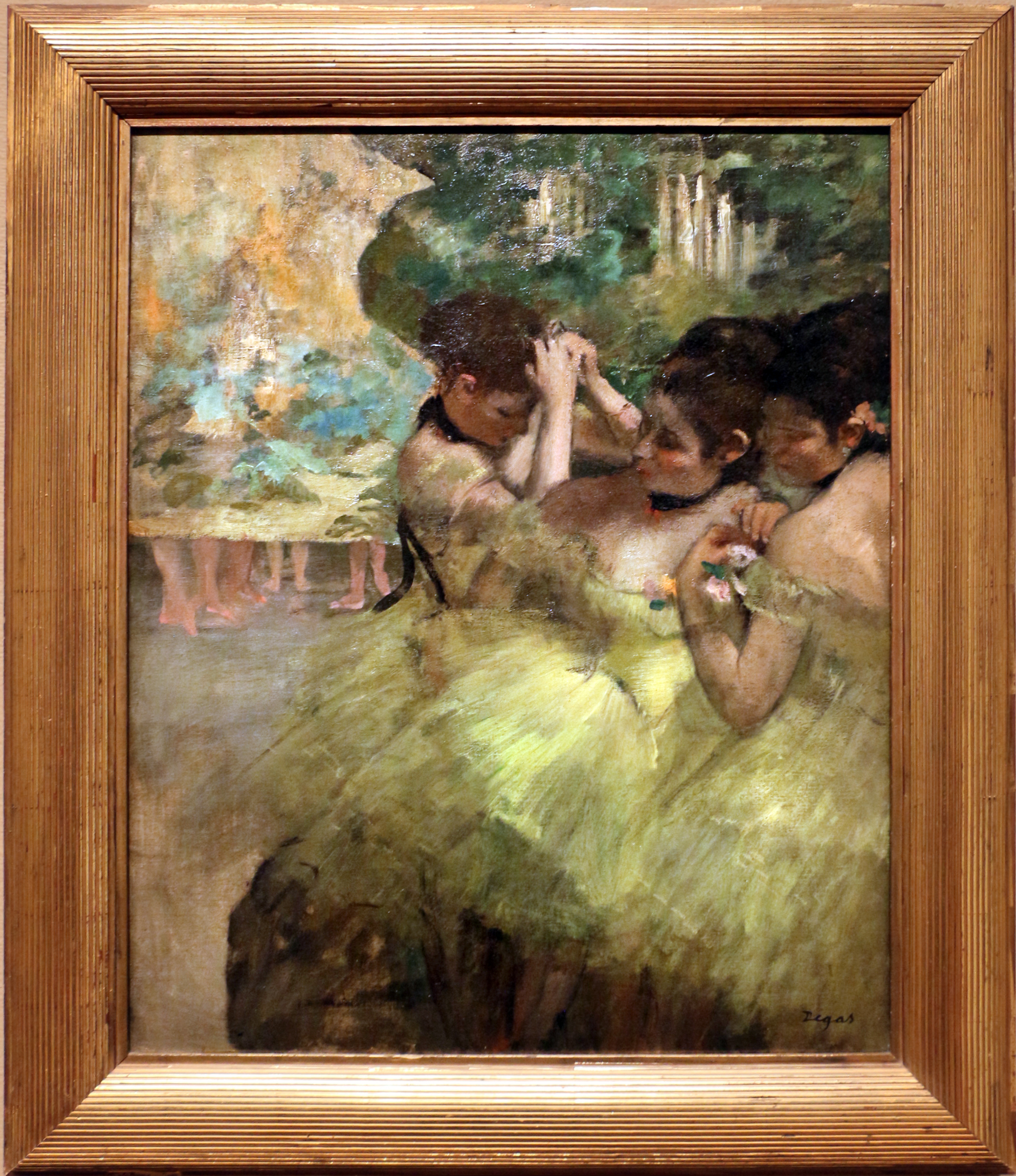
47 : Coulisses
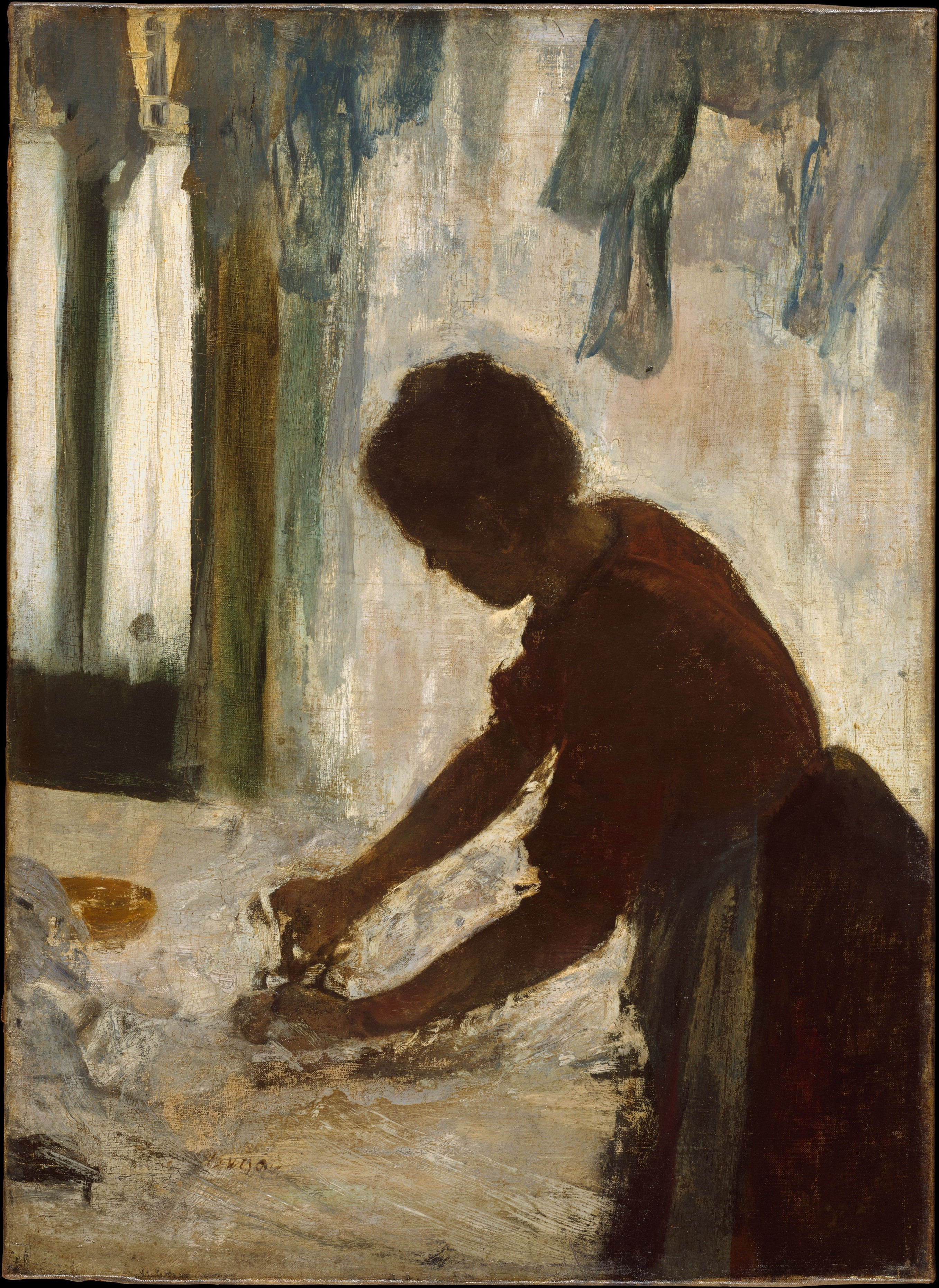
49 : Blanchisseuse (silhouette)
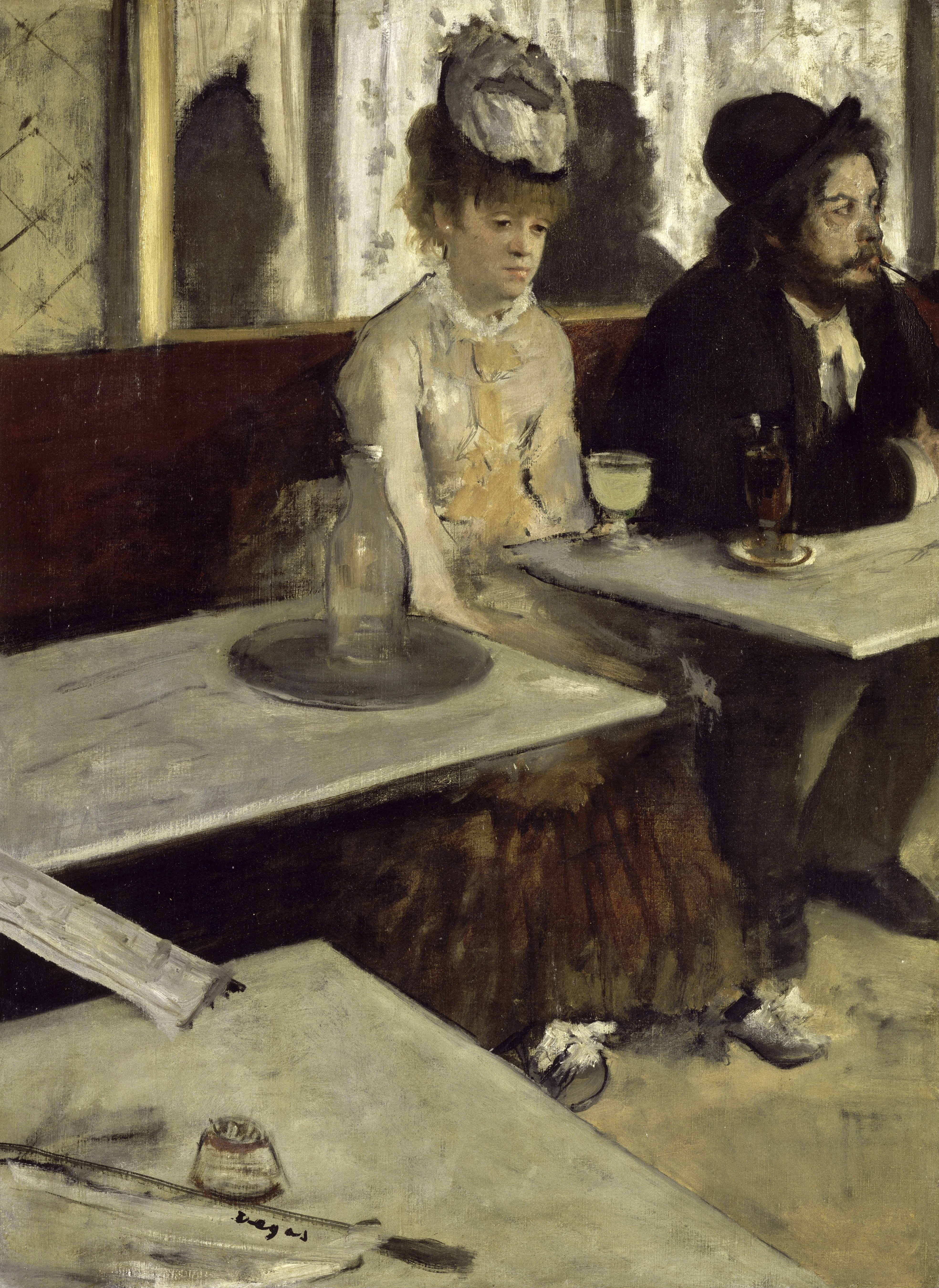
52 : Dans un café

### Marcellin Desboutin
Marcellin Desboutin présente 12 œuvres : 6 tableaux et 6 gravures à la pointe sèche. Il est domicilié au 21 rue Bréda à Paris. Cette 2e édition est la seule exposition impressionniste auquel il participe.
- 60 : Chanteur des rues
- 61 : Étude d'enfant
- 62 : Portrait de M. F...
- 63 : Les Premiers Pas
- 64 : Le Violoncelliste
- 65 : Tête d'étude
- 66 : Portrait
- 67 : Portraits et Études (gravure à la pointe sèche)
- 68 : Portraits et Études (gravure à la pointe sèche)
- 69 : Portraits et Études (gravure à la pointe sèche)
- 70 : Portraits (gravure à la pointe sèche)
- 71 : Portraits (gravure à la pointe sèche)
- 72 : Portraits (gravure à la pointe sèche)

### Jacques François
Jacques François serait le pseudonyme d'une femme peintre qui expose également l'année suivante lors de la 3e exposition, avant de disparaître. 8 tableaux :
- 73 : Raisins
- 74 : Prunes
- 75 : Estamo de tabacco à l'Alhambra
- 76 : Portrait de Mme. M...
- 77 : Le Dessert
- 78 : Roses jaunes et Raisins
- 79 : Raisin et Grenades
- 80 : Raisin et Grenade

### Alphonse Legros
Alphonse Legros présente 25 œuvres, regroupées dans 12 entrées du catalogue : des gravures et des lithographies. Il est domicilié villa Brook Green à Hammersmith, Londres, et représenté à Paris chez Auguste Poulet-Malassis au 41 rue Mazarin. Cette 2e édition est la seule exposition impressionniste auquel il participe.
- 81 : Ensemble :
  - Les Baigneuses
  - La Procession
  - Ambulance
  - Promenade (pointe sèche)
  - Tribunal
  - Cours de médecine
  - Chantres espagnols
- 82 : La Morte (premier état avant la pointe sèche)
- 83 : Ensemble :
  - Les Vagabonds
  - La Confrérie de la Sainte-Vierge
  - Près de la Cheminée
  - Paysage (pointe sèche)
  - Deux lithographies
  - Portrait de M. Barbey d'Aurevilly
- 84 : Lutrin
- 85 : Portrait de petite fille (pointe sèche)
- 86 : Bonhomme Misère
- 87 : Portrait de l'historien Carlysle (premier état)
- 88 : Ensemble :
  - Tête de vieillard (pointe sèche)
  - Femmes de Boulogne
- 89 : Grand Paysage, coup de vent
- 90 : L'Homme au mouton
- 91 : La Communion
- 92 : Paysage

### Ludovic-Napoléon Lepic
Ludovic-Napoléon Lepic présente 43 œuvres (sous le simple nom de « Lepic ») regroupées sous 36 entrées du catalogue : 22 peintures, 16 aquarelles et 5 gravures. Il est domicilié au 25 rue de Maubeuge à Paris. Lepic a participé à la 1re édition ; cette 2e édition est la dernière à laquelle il participe.
La numérotation du catalogue n'est ici pas cohérente : Lepic y est classé après Léopold Levert, bien qu'il le précède dans l'ordre alphabétique.
- 102 : L'Île de Vachereu (clair de lune)
- 103 : Effet de brouillard en mer
- 104 : Étude de bateaux
- 105 : La Plage de Berck
- 106 : Le Christ de la plage de Berck
- 107 : Bateaux de la baie de Somme
- 108 : Un brisant (étude)
- 109 : La Plage de Hourdel
- 110 : Le Beaupré
- 111 : Forcé !
- 112 : Bateaux de la plage de Berck
- 113 : La Bouée no 2, baise de Somme
- 114 : Clair de lune en mer (Manche)
- 115 : Effet de soleil (Manche)
- 116 : La Plage de Cayeux (effet de nuit)
- 117 : Le Halage d'un bateau
- 118 : Un cabestan
- 119 : Le Voilier
- 120 : Bateau à sec
- 121 : Le Charpentier
- 122 : La Plage
- 123 : Le Chantier de Cayeux
- 124 : Pompéï (5 aquarelles)
- 125 : Le Quai Sancte Lucià à Naples (aquarelle)
- 126 : Filets (2 aquarelles)
- 127 : Barau échouée, baie de Somme (2 aquarelles)
- 128 : Falaise du Tréport (aquarelle)
- 129 : Soleil en mer (aquarelle)
- 130 : L'Église de Cayeux (aquarelle)
- 131 : Barque napolitaine (aquarelle)
- 132 : Les Souterrains du port de Naples (aquarelle)
- 133 : Fontaine à la Cava, près Naples (aquarelle)
- 134 : La Ballade des pendus (eau-forte ; indiquée appartenant à Arsène Houssaye)
- 135 : Croquis hollandais (2 eaux-fortes)
- 136 : Canal en Hollande, lever de Lune (eau-forte)
- 137 : Tête de chien (épreuve tirée sur plaque sans gravure)

### Léopold Levert
Léopold Levert présente 9 peintures (sous le simple nom de « Levert »). Il est domicilié au 53 rue dAlayrac à Fontenay-sous-Bois. Levert a déjà participé à la 1re édition et participe ensuite aux 3e et 5e éditions.
Bien que Levert soit l'un des 16 fondateurs de la Société anonyme des artistes peintres, sculpteurs et graveurs et participe à 4 expositions impressionnistes, il reste très peu connu. Aucune des œuvres répertoriées dans les catalogues d'exposition n'est localisée.
La numérotation du catalogue n'est ici pas cohérente : Levert y est classé avant Ludovic-Napoléon Lepic, bien qu'il le suit dans l'ordre alphabétique.
- 93 : Vue de Portrieux
- 94 : Plage de Portrieux
- 95 : Port de Portrieux
- 96 : La Jetée de Portrieux
- 97 : Bords de l'Essonne
- 98 : Maison à Vaulry (Limousin)
- 99 : La Ferme de Saint-Marc
- 100 : Vue prise à Buttier
- 101 : Le Chemin vert à Noiseau

### Jean-Baptiste Millet
Jean-Baptiste Millet présente 10 œuvres : 6 aquarelles, 2 peintures et 2 dessins. Il est domicilié au 9 rue Lepoulletier à Paris. Cette exposition impressionniste est la seule édition à laquelle il participe.
- 138 : Femme gardant les vaches (aquarelle ; appartient à M. Brame)
- 139 : La Ferme (aquarelle ; appartient à M. Haro)
- 140 : La Chaumière (aquarelle ; appartient à M. Petit)
- 141 : Moulin à eau (aquarelle ; appartient à M. Petit)
- 142 : Coin de ferme (aquarelle)
- 143 : Ferme du Fays (appartient à M. Haro)
- 144 : Le Pré (appartient à M. Petit)
- 145 : Le Verger (sépia)
- 146 : Le Labourage (sépia rehaussée)
- 147 : La Fermière (aquarelle)

### Claude Monet
Claude Monet présente 18 peintures. Il est domicilié à Argenteuil (aucune adresse plus précise n'est donnée). Monet a déjà participé à la 1re exposition impressionniste et participe ensuite aux 3e,4e et 7e éditions.
Lors de l'exposition, huit des tableaux appartiennent au baryton Jean-Baptiste Faure.
- 148 : Le Petit Bras (Argenteuil) (appartient à M. Faure)
- 149 : La Seine à Argenteuil (appartient à M. Faure ; collection du musée d'Orsay sous le titre Le Bassin d'Argenteuil[17])
- 150 : Le Chemin d'Épinay. Effet de neige (peut-être dans la collection de la galerie d'art Albright-Knox sous le titre Chemin de halage à Argenteuil[18])
- 151 : La Plage à Sainte-Adresse (appartient à M. Faure ; collection de l'Art Institute of Chicago[19])
- 152 : Le Pont du chemin de fer (Argenteuil) (de) (appartient à M. Faure ; possiblement Wildenstein no 279[20], collection particulière)
- 153 : Japonnerie (collection du musée des Beaux-Arts de Boston sous le titre La Japonaise[21])
- 154 : La Prairie (de) (appartient à M. Faure ; collection des musées d'État de Berlin sous le titre L'Eté[22])
- 155 : Le Petit Genevilliers (appartient à M. Faure)
- 156 : Le Pont d'Argenteuil (appartient à M. Faure ; collection du musée d'Orsay[23])
- 157 : La Berge d'Argenteuil (appartient à M. Faure)
- 158 : Effet d'automne (appartient à M. Choquet ; possiblement Wildenstein no 291[24], collection particulière)
- 159 : Les Dalhias
- 160 : Les Bateaux d'Argenteuil (appartient à M. Faure ; possiblement Wildenstein no 368 ou no 369[25], collection du Fogg Art Museum sous le titre Les Bateaux rouges, Argenteuil[26])
- 161 : La Promenade (collection de la National Gallery of Art[27])
- 162 : Panneau décoratif (collection du musée d'Orsay sous le titre Le Déjeuner : panneau décoratif[28])
- 163 : Le Printemps (collection de l'Union League Club of Chicago ou du Walters Art Museum[29])
- 164 : Les Bains de la Grenouillère (possiblement dans la collection du Metropolitan Museum of Art[30])
- 165 : Bateaux de pêche (étude)

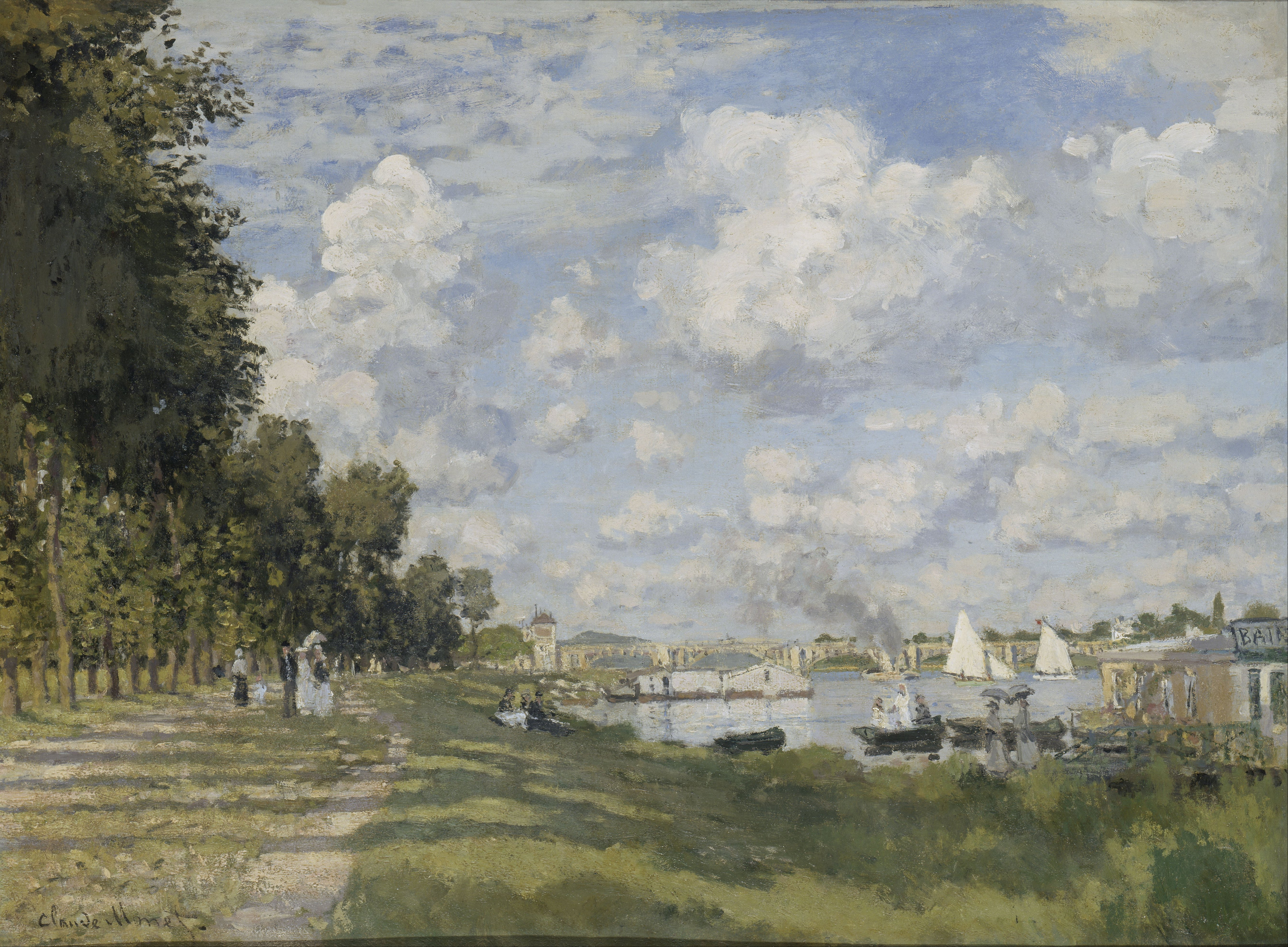
149 : La Seine à Argenteuil
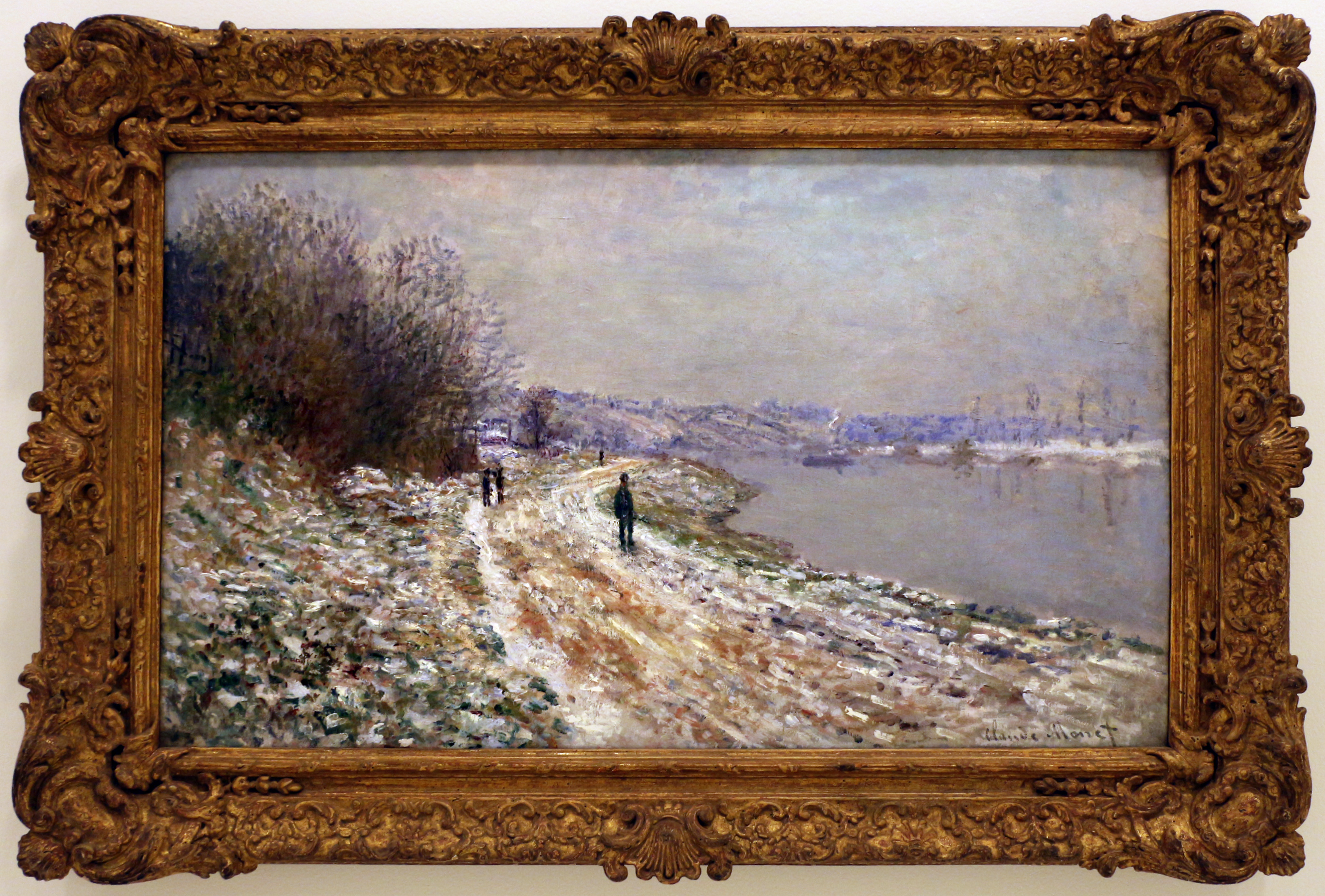
150 : Le Chemin d'Épinay. Effet de neige ?
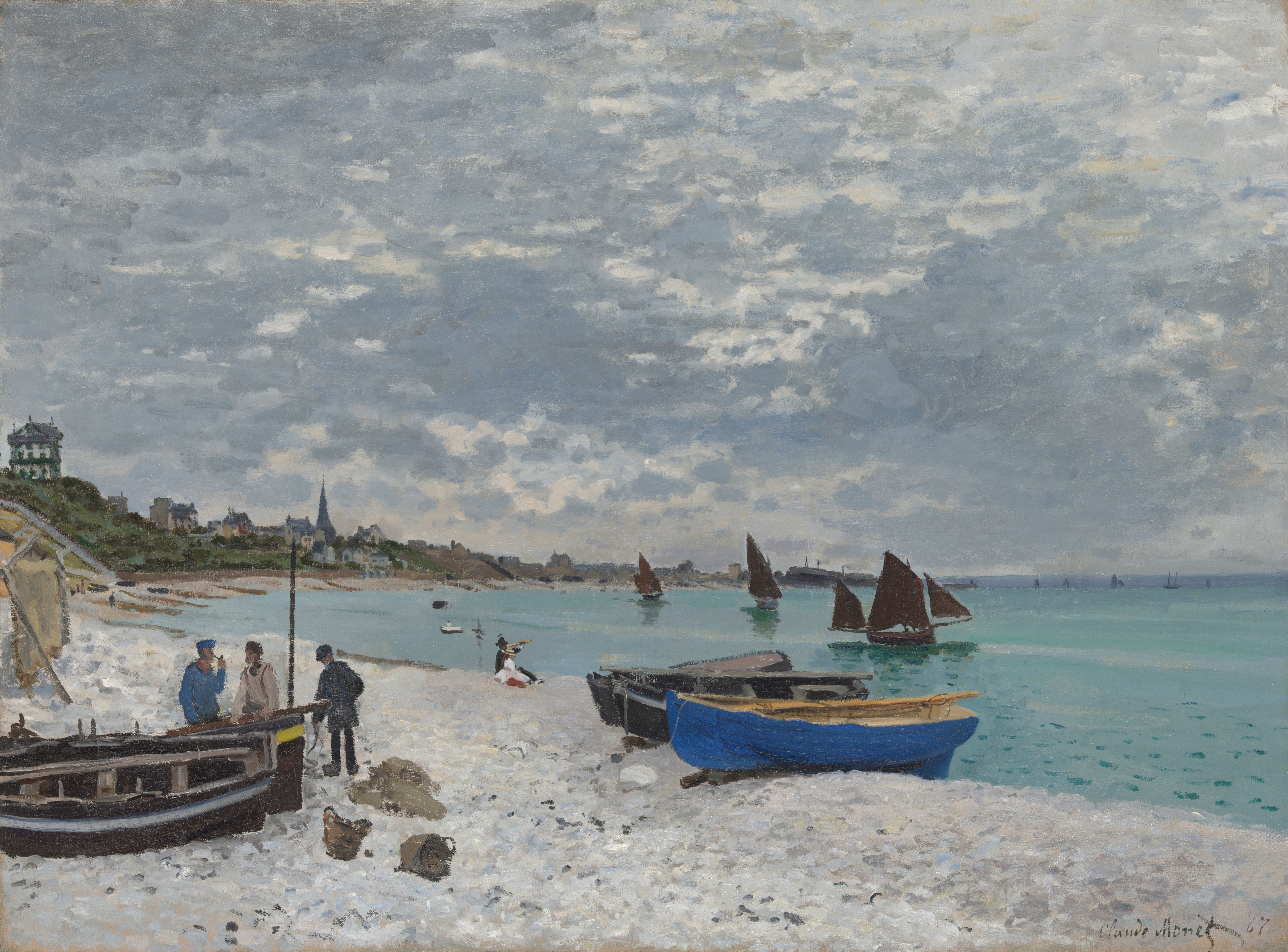
151 : La Plage à Sainte-Adresse
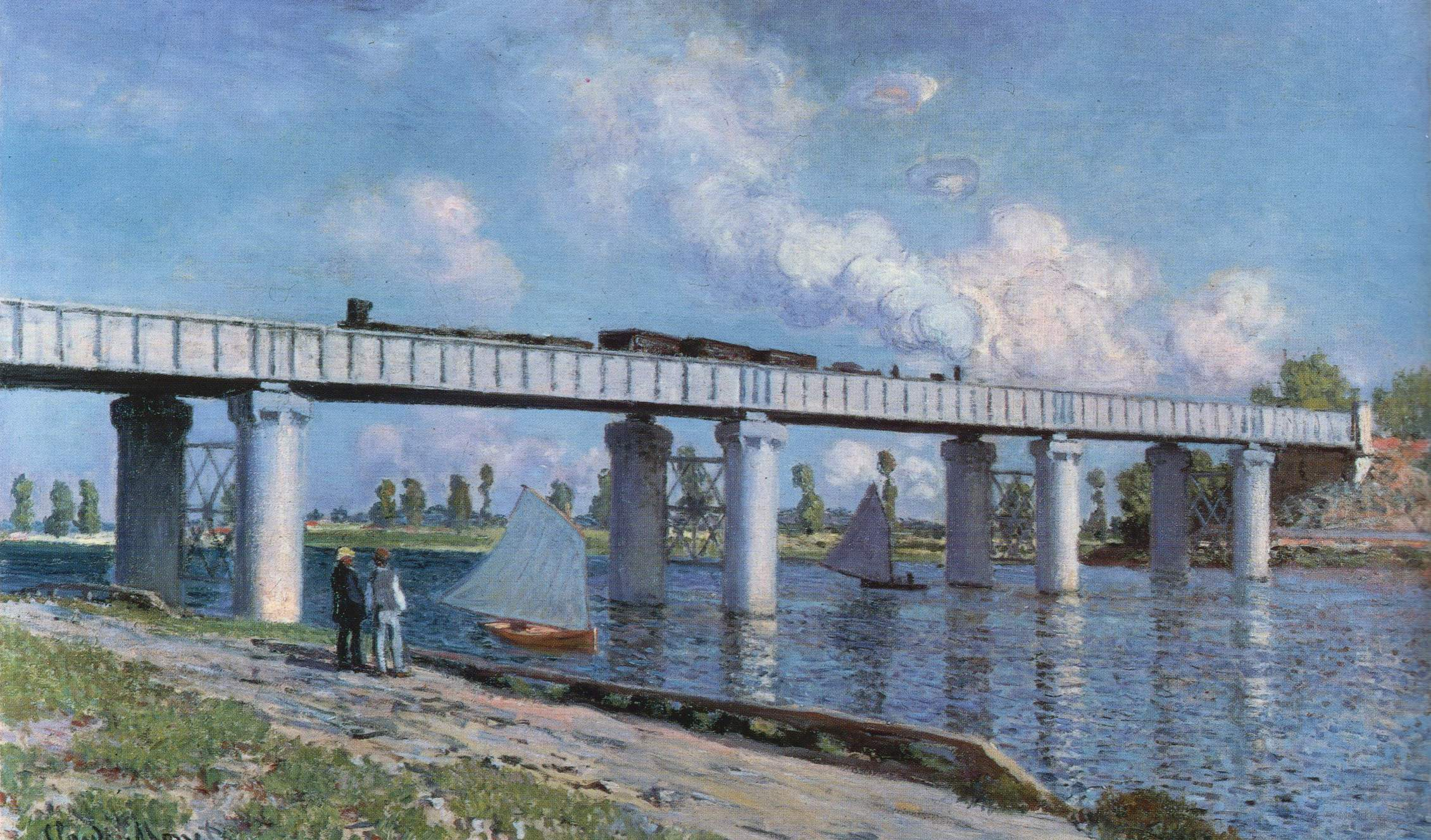
152 : Le Pont du chemin de fer (Argenteuil) (de) ?
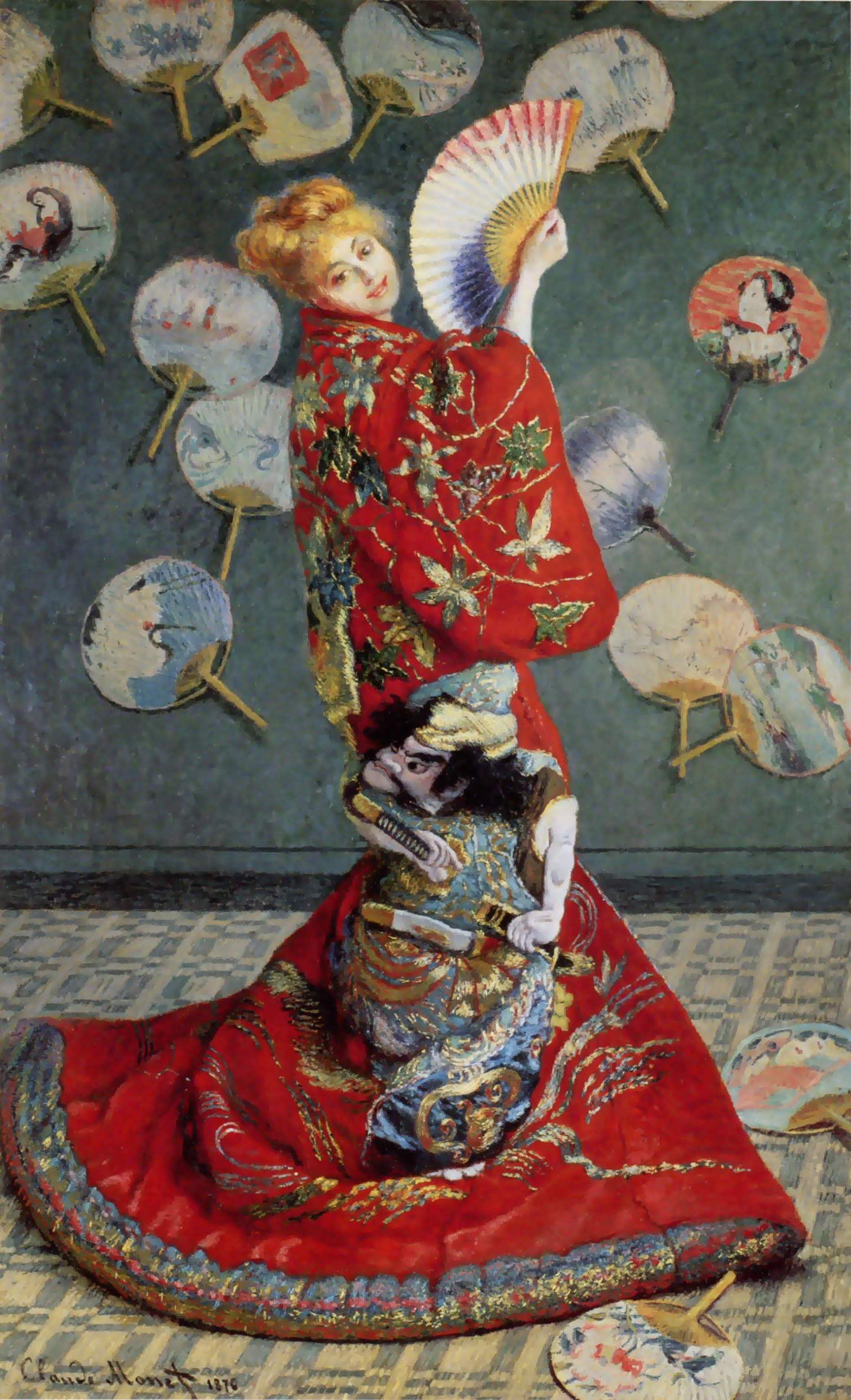
153 : Japonnerie
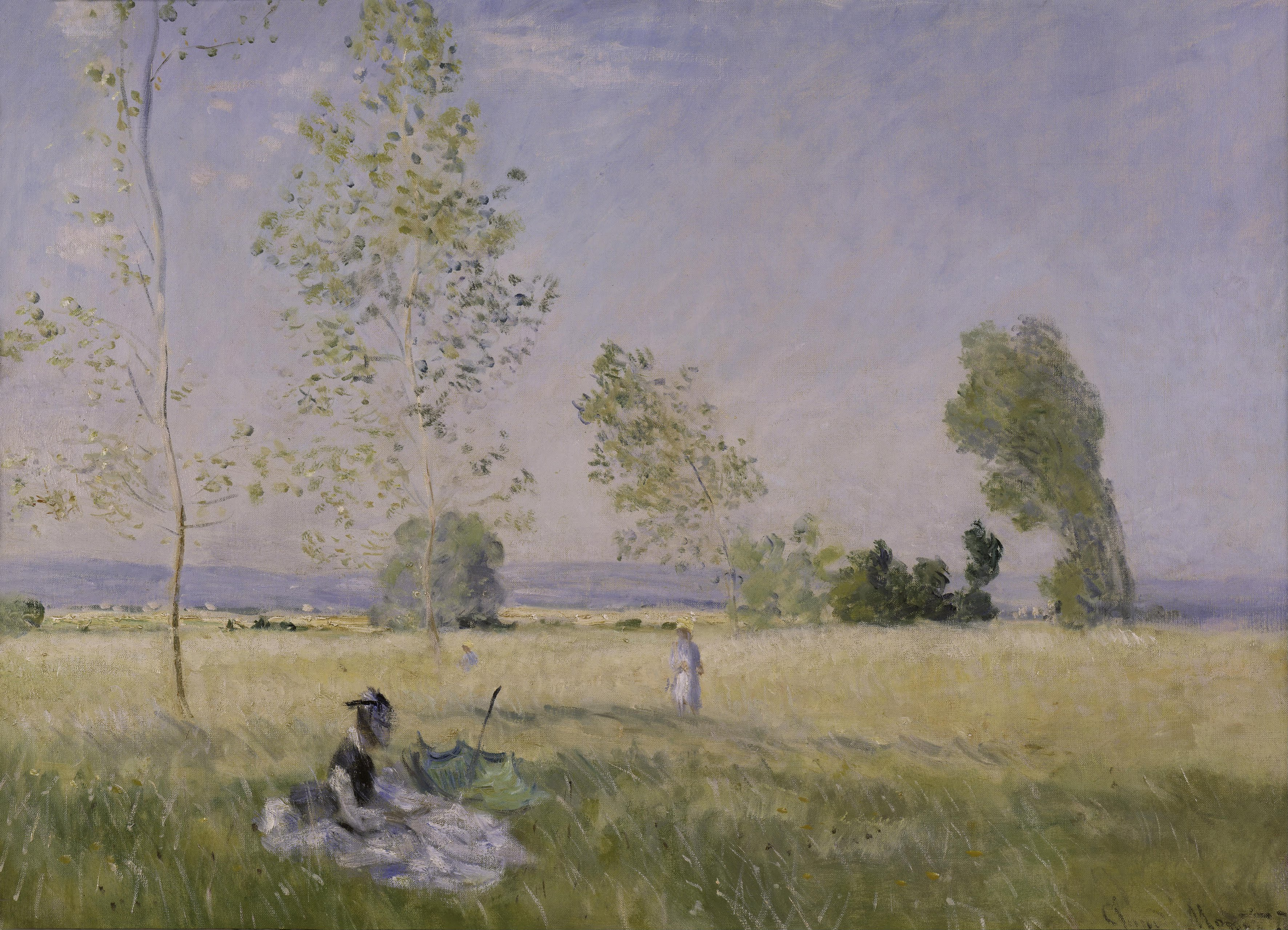
154 : La Prairie (de)
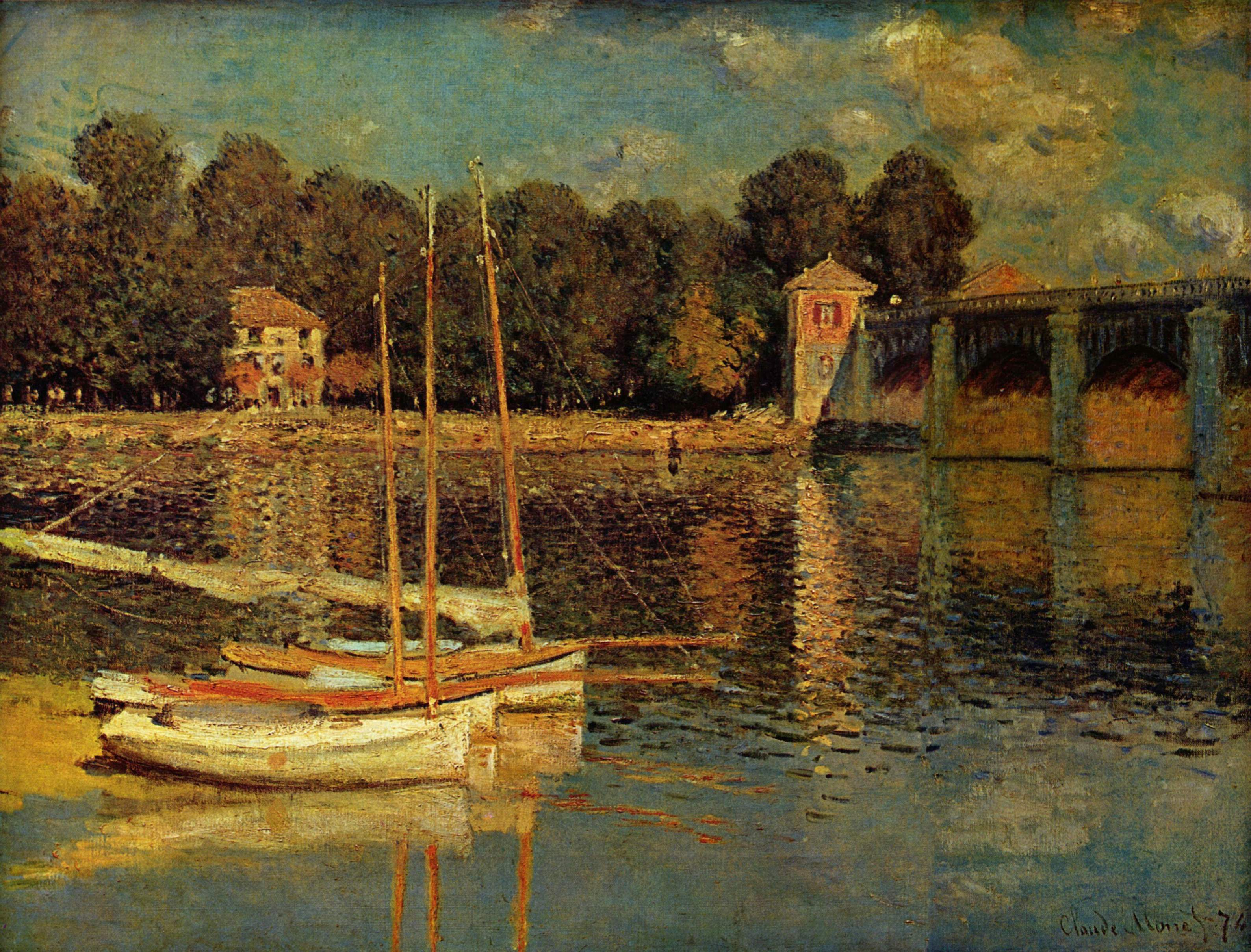
156 : Le Pont d'Argenteuil
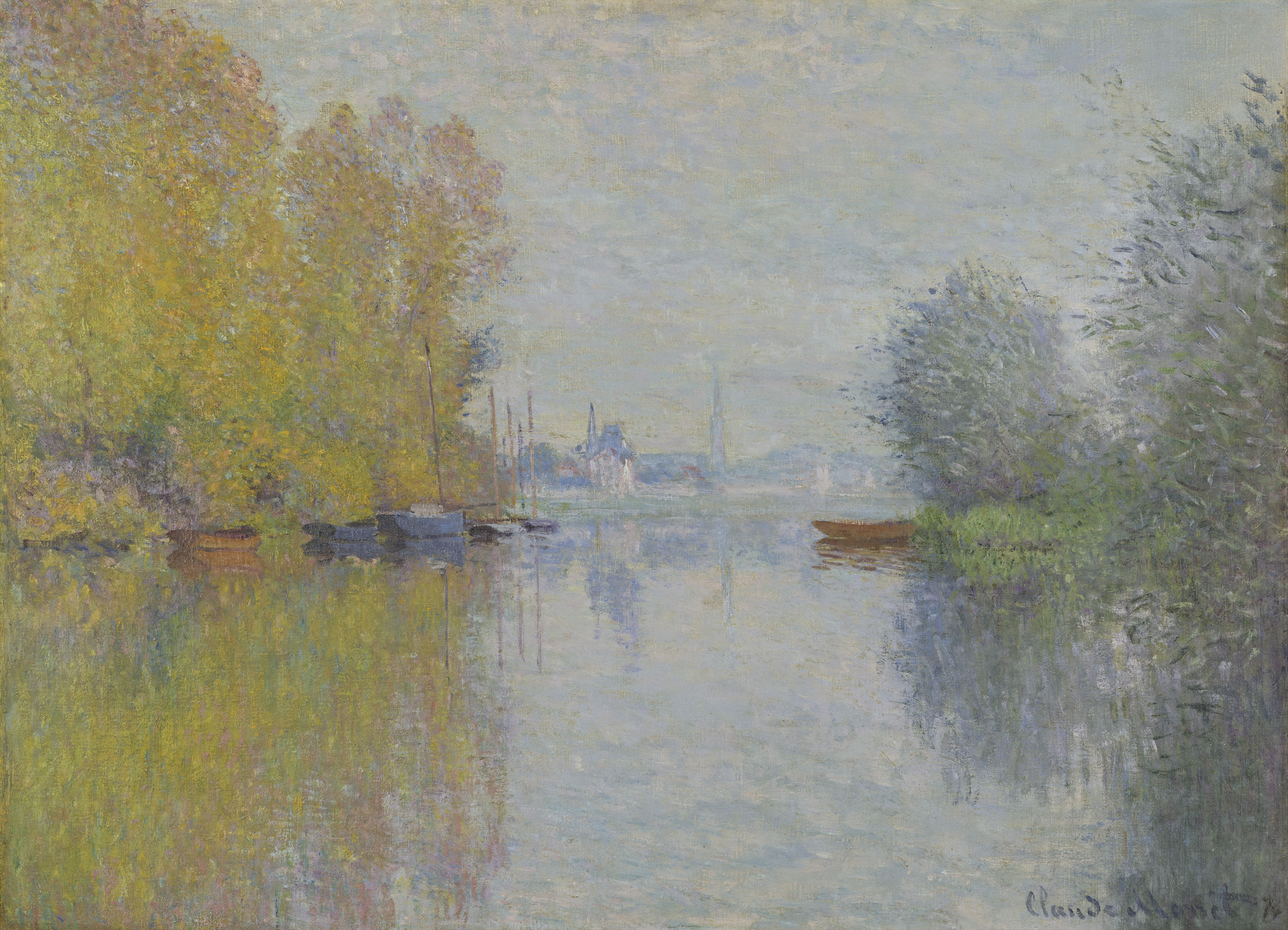
158 : Effet d'automne ?
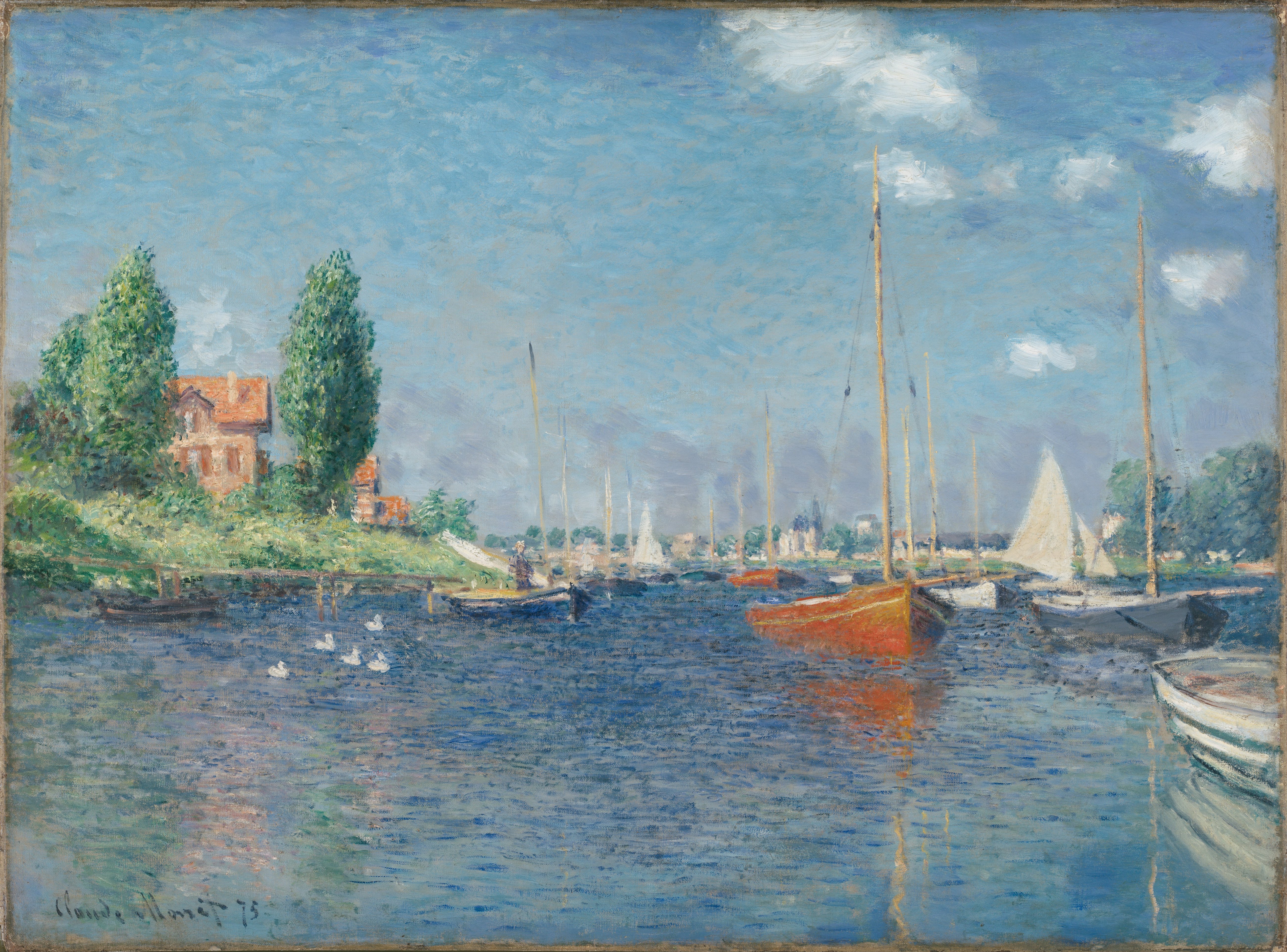
160 : Les Bateaux d'Argenteuil ?
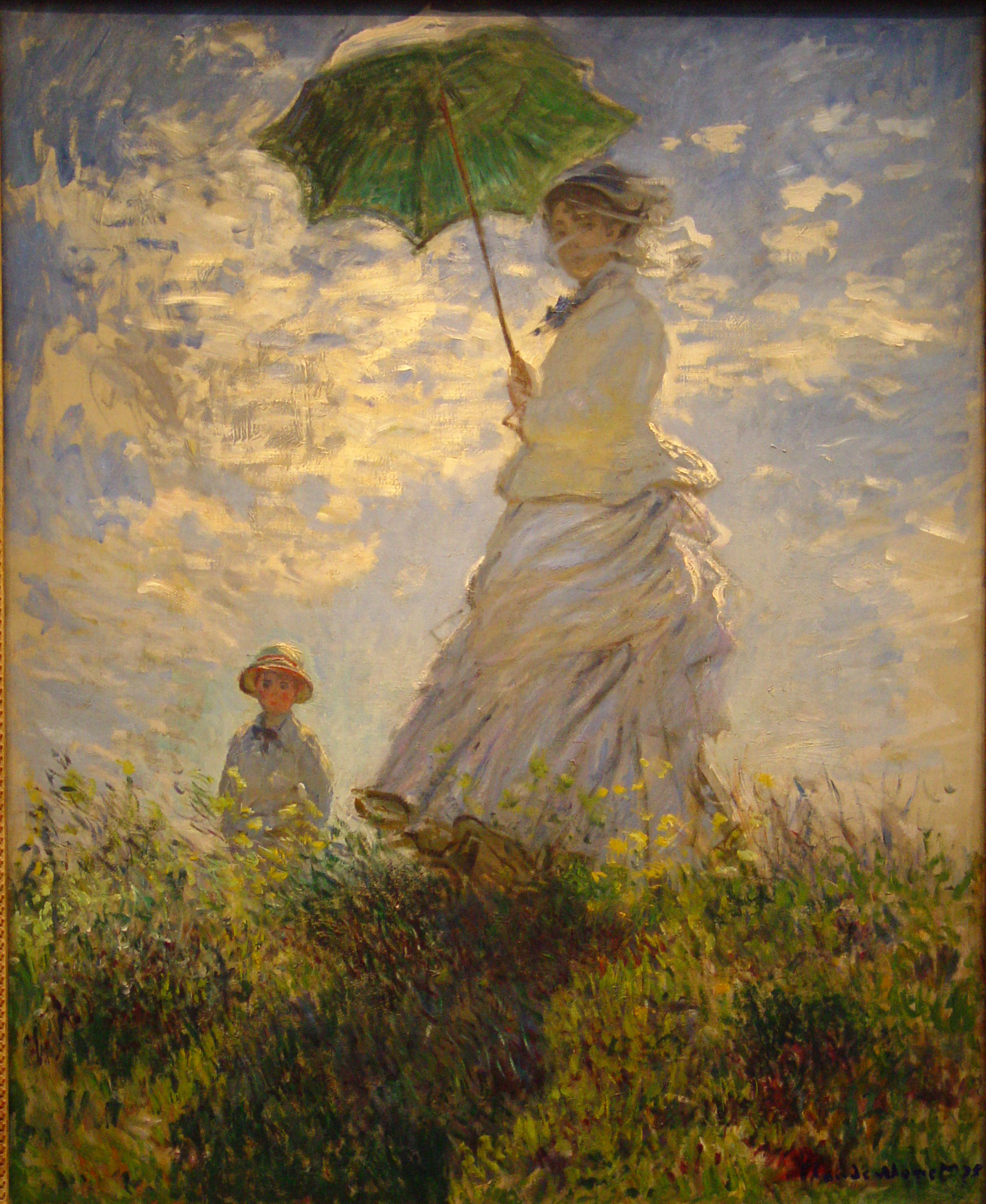
161 : La Promenade
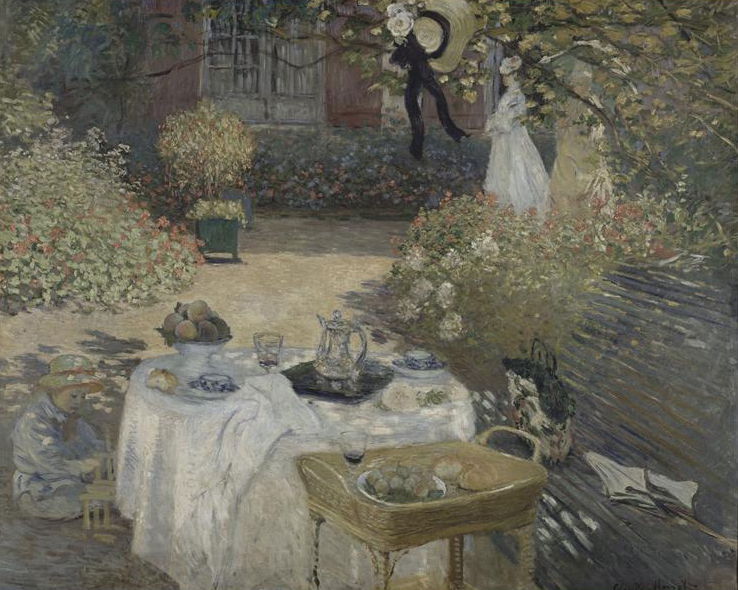
162 : Panneau décoratif
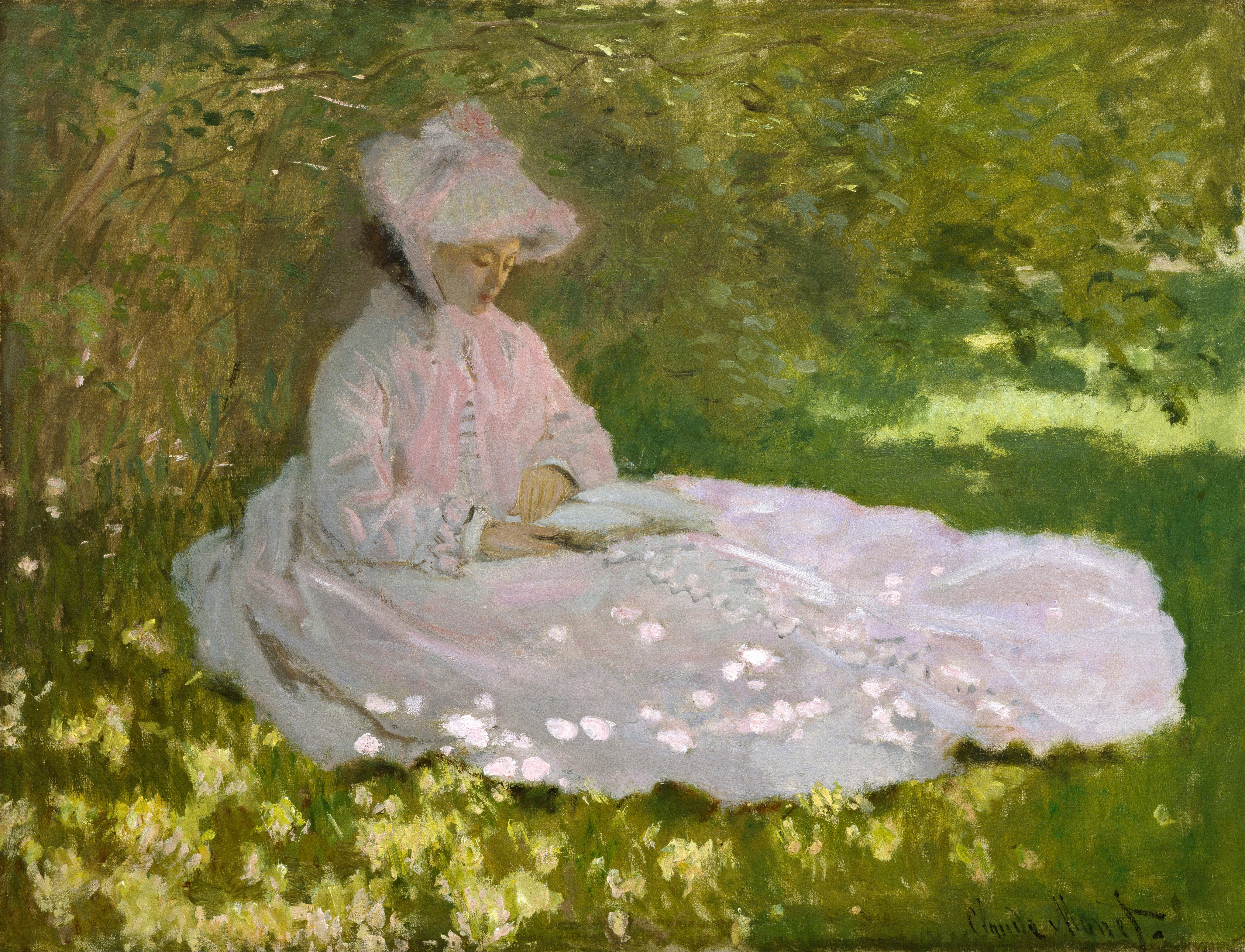
163 : Le Printemps ?
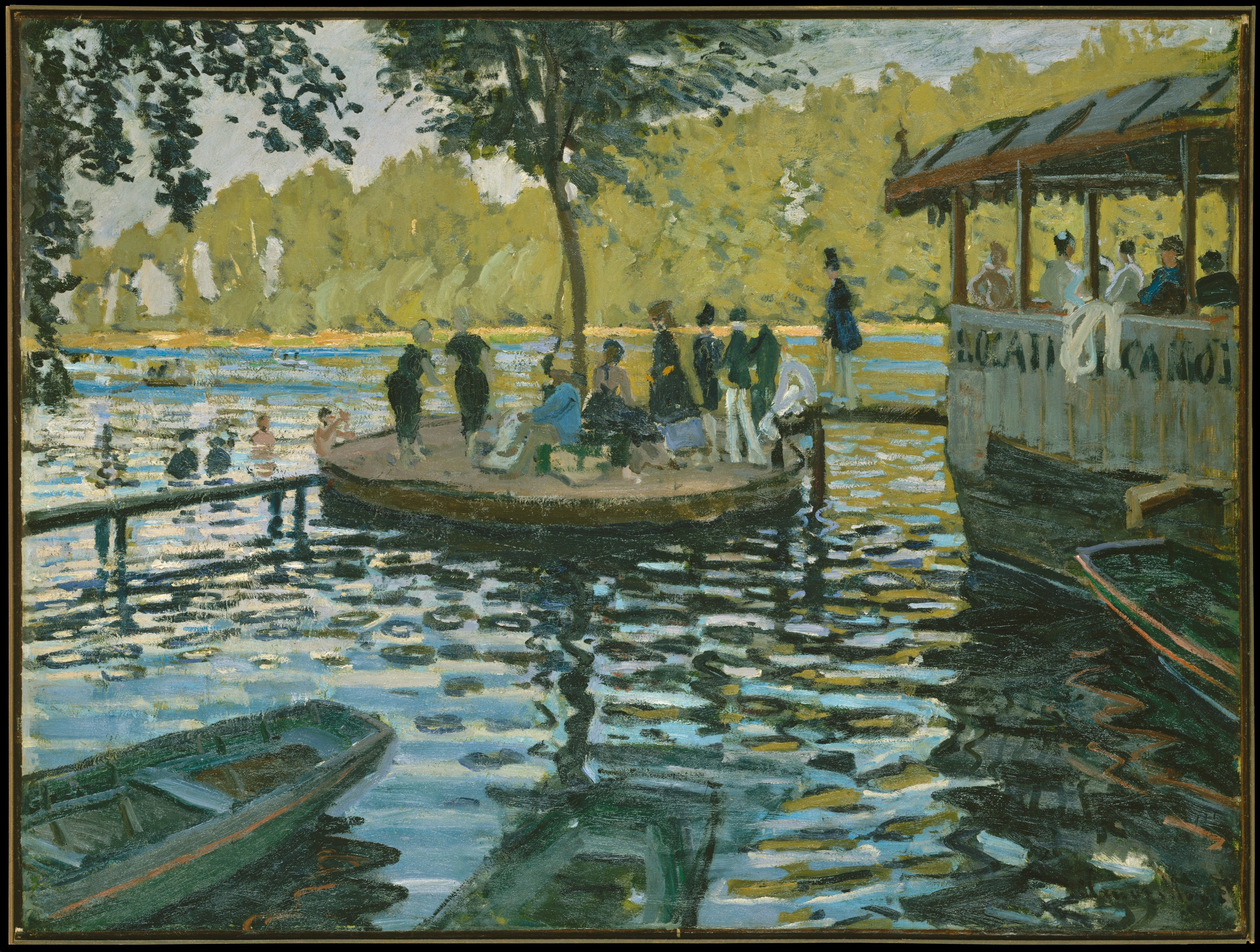
164 : Les Bains de la Grenouillère ?

### Berthe Morisot
Berthe Morisot présente 19 œuvres : 13 peintures, 3 aquarelles et 3 pastels (regroupés sous la même entrée du catalogue). Morisot a déjà participé à la 1re exposition impressionniste et participe ensuite aux 3e, 5e,  6e , 7e et 8e éditions.
- 166 : Au Bal (collection du musée Marmottan Monet[31])
- 167 : Le Lever
- 168 : La Toilette
- 169 : Déjeuner sur l'herbe
- 170 : Vue du Solent (île de Wight)
- 171 : West Cowes (île de Wight) (peut-être dans la collection du musée des Beaux-Arts de Virginie sous le titre La Jetée[32])
- 172 : Le Bateau à vapeur
- 173 : Plage de Fécamp
- 174 : Un chantier
- 175 : Un percher de blanchisseuse (collection de la National Gallery of Art[33])
- 176 : Vue d'Angleterre
- 177 : Vue d'Angleterre
- 178 : Figure de femme
- 179 : Avant d'un yacht (aquarelle ; collection du Clark Art Institute[34])
- 180 : Entrée de la Midina, île de Wight (aquarelle)
- 181 : Vue de la Tamise (aquarelle)
- 182 : Trois dessins au pastel

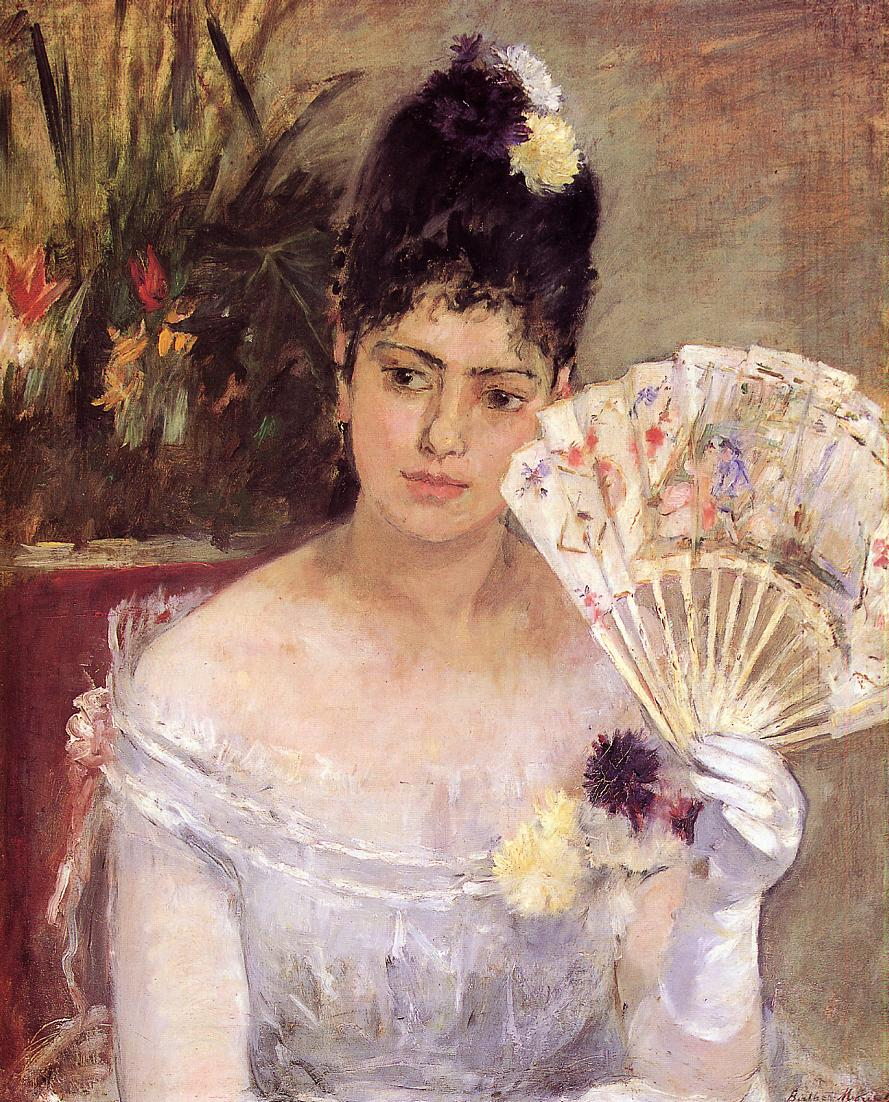
166 : Au bal
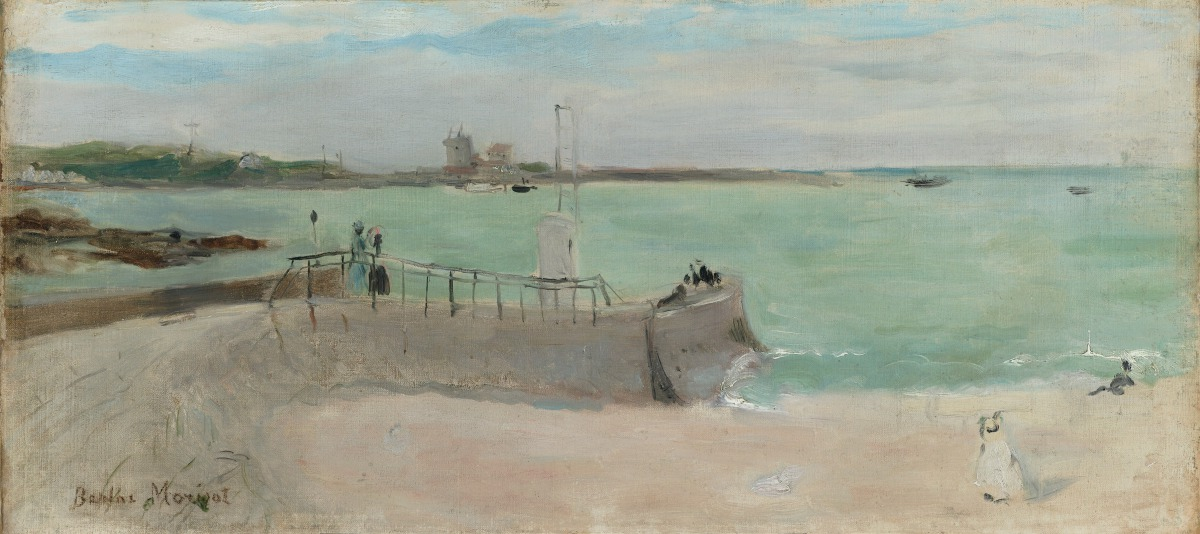
171 : West Cowes (île de Wight) ?
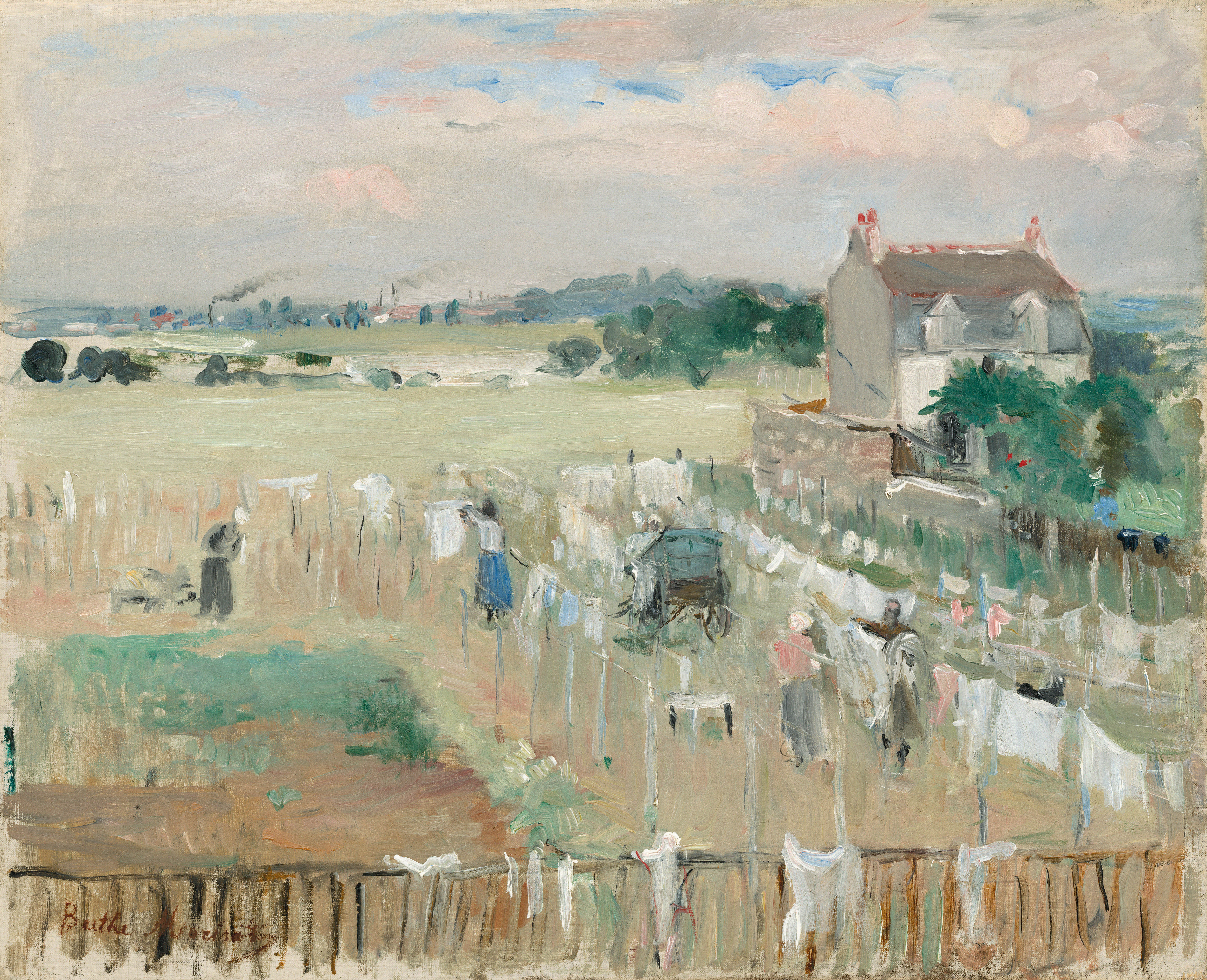
175 : Un percher de blanchisseuse
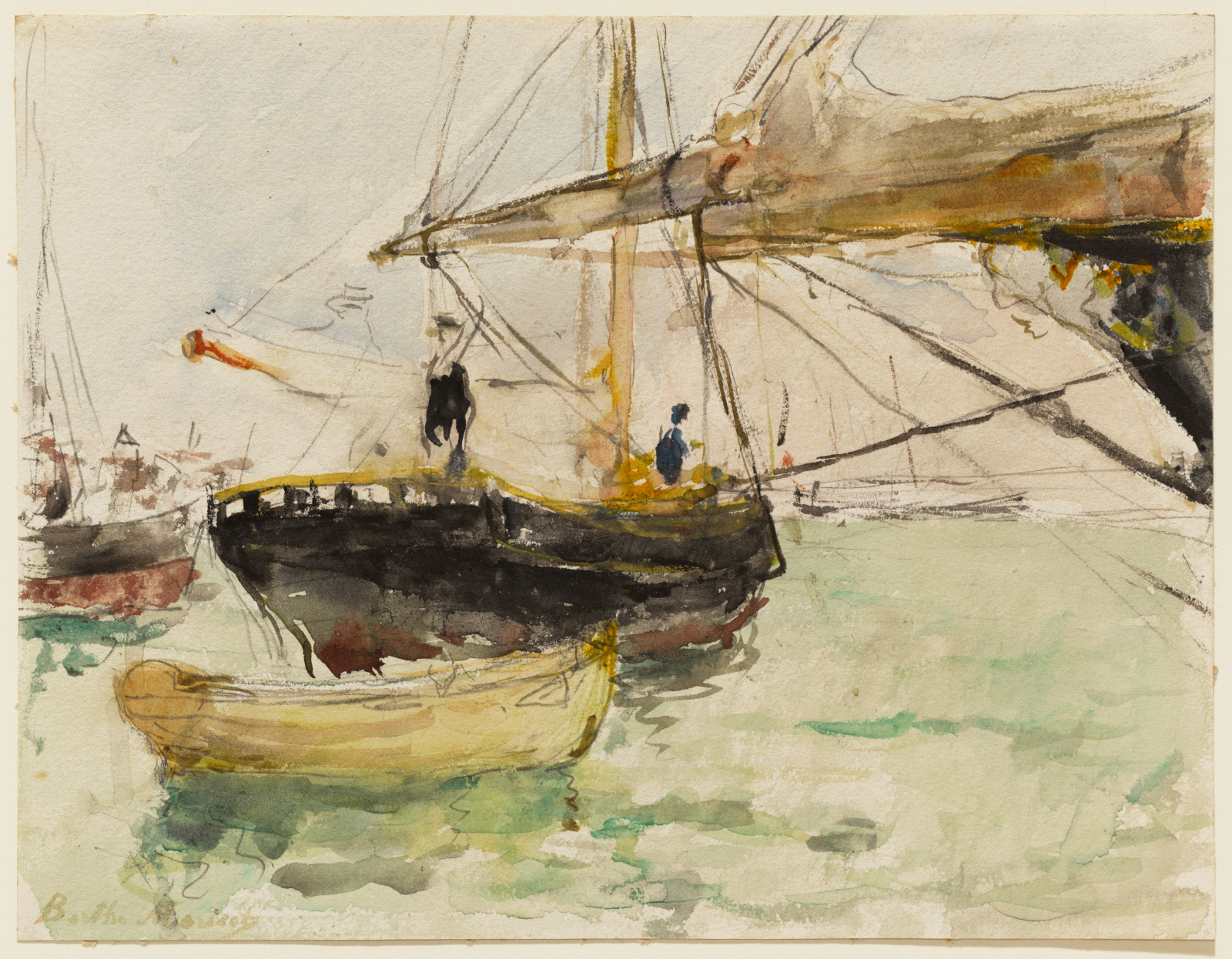
179 : Avant d'un yacht

### Léon-Auguste Ottin
Léon-Auguste Ottin présente 22 œuvres (dont 10 regroupées sous deux mêmes entrées du catalogue). Il est domicilié au 9 rue Vincent-Compoint à Paris.
Ottin a déjà participé à la 1re exposition impressionniste en 1874 ; il ne participe à aucune édition ultérieure. Il expose par ailleurs sous le nom d'Ottin fils : son père, le sculpteur Auguste Ottin, avait également exposé en 1874 à la 1re édition.
- 183 : La Maison bleue (butte Montmartre)
- 184 : Mont Cassin, versant sud (butte Montmartre)
- 185 : En plein soleil, versant sud (butte Montmartre)
- 186 : Sur le versant nord (butte Montmartre)
- 187 : Le Plateau de la Butte
- 188 : La Maison Lorcinier (butte Montmartre) (appartient à M. L...)
- 189 : La Rue du Mont-Cenis (butte Montmartre)
- 190 : Retraite de Russie, versant ouest (butte Montmartre)
- 191 : La Maison rouge, l'Abreuvoir (butte Montmartre)
- 192 : Petite Rue Saint-Denis (butte Montmartre)
- 193 : La Tour Solferino (butte Montmartre) (appartient à Mme O...)
- 194 : Au Cimetière (butte Montmartre)
- 195 : 7 pièces :
  - Le Sommet, orage
  - Le Sommet, brouillard sur Paris
  - Rue du Mont-Cenis
  - L'Observatoire à 10 cent
  - Village kabyle
  - D'un balcon, soleil couché
  - Entre les rues des Carrières et Marcadet
- 196 : 3 pièces :
  - Le Parc
  - Auvergne (appartient à André Gill)
  - De la rue Ordener

### Camille Pissarro
Camille Pissarro présente 12 peintures. Il est domicilié rue de l'Hermitage à Pontoise. Pissarro est le seul artiste à participer à toutes les éditions des expositions impressionnistes, de 1874 à 1886.
- 197 : Printemps, soleil couchant
- 198 : Un étang à Montfoucault (Mayenne)
- 199 : Gelée blanche avec brouillard (appartient à M. Choquet ; Wildenstein no 331 sous le titre Brouillard[35] ; collection particulière)
- 200 : Neige, coteaux de l'Hermitage (Pontoise) (Wildenstein no 327 sous le titre Effet de neige à l'Ermitage, Pontoise[36] ; collection particulière)
- 201 : Ferme à Montfoucault (Wildenstein no 377[37] ; collection du musée d'Art et d'Histoire de Genève[38])
- 202 : Les Coteaux du Choux
- 203 : Le Berger (Wildenstein no 426 sous le titre Le Berger à Montfoucault, soleil couchant[39] ; collection particulière)
- 204 : Effet de neige à Pontoise
- 205 : Effet de neige, coteaux d'Osny (possiblement Wildenstein no 286 sous le titre La Route au bord du chemin de fer, effet de neige, Osny ; collection du musée national de l'Art occidental sous le titre Paysage d'hiver[40])
- 206 : Les Jardins de l'Hermitage
- 207 : Paysanne
- 208 : Village de l'Hermitage

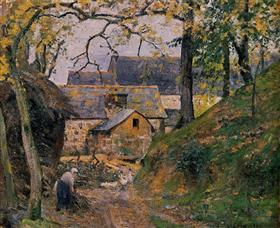
201 : Ferme à Montfoucault
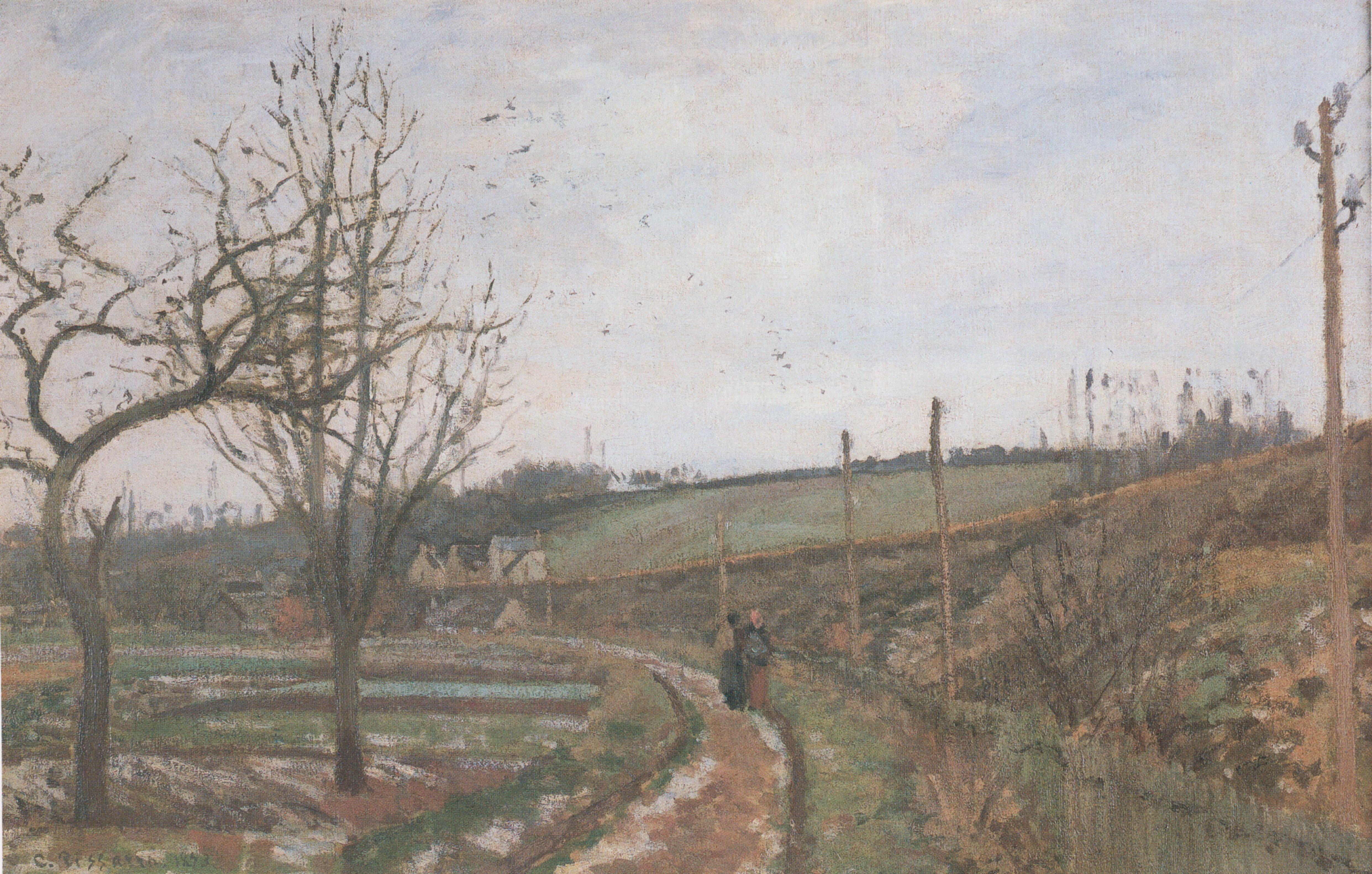
205 : Effet de neige, coteaux d'Osny ?

### Auguste Renoir
Auguste Renoir présente 18 œuvres : 17 peintures et 1 pastel. Il est domicilié au 35 rue Saint-Georges à Paris. Renoir a déjà participé à la 1re exposition impressionniste et participe ensuite aux 3e et 7e éditions.
- 209 : Femme et Enfant (appartient à M. Poupin)
- 210 : Sur la terrasse (appartient à Victor Chocquet)
- 211 : Portrait (appartient à Victor Chocquet, dont c'est le portrait[41])
- 212 : Étude (le titre devient suite Étude. Torse, effet de soleil[42])
- 213 : Liseuse (appartient à Victor Chocquet)
- 214 : Tête d'homme (appartient à Victor Chocquet ; possiblement le Portrait de Victor Chocquet par la suite dans la collection du musée Oskar Reinhart « Am Römerholz », ou un Autoportrait dans celle du Clark Art Institute[43][source insuffisante])
- 215 : Portrait d'enfant (appartient à Victor Chocquet)
- 216 : Tête d'enfant (appartient à Victor Chocquet)
- 217 : Tête de femme (appartient à Jean Dollfus)
- 218 : Portrait de Mlle S...
- 219 : Femme au piano (appartient à M. Poupin[44])
- 220 : Portrait de M. M... (appartient à Jean Dollfus ; possiblement par la suite dans la collection du musée d'Orsay sous le titre Claude Monet[45], ou celle de la National Gallery of Art, également sous le titre Claude Monet[46])
- 221 : Déjeuner chez Fournaise[47]
- 222 : Portrait de Mme D...
- 223 : Portrait de jeune fille (appartient à M. Legrand ; par la suite dans la collection du Philadelphia Museum of Art sous le titre Portrait de mademoiselle Legrand[48])
- 224 : Frédéric Bazille, peintre tué à Beaune-la-Rolande (appartient à Édouard Manet ; par la suite dans la collection du musée d'Orsay sous le titre Frédéric Bazille[49])
- 225 : La Promenade[50]
- 226 : Portrait de M. H... (pastel)

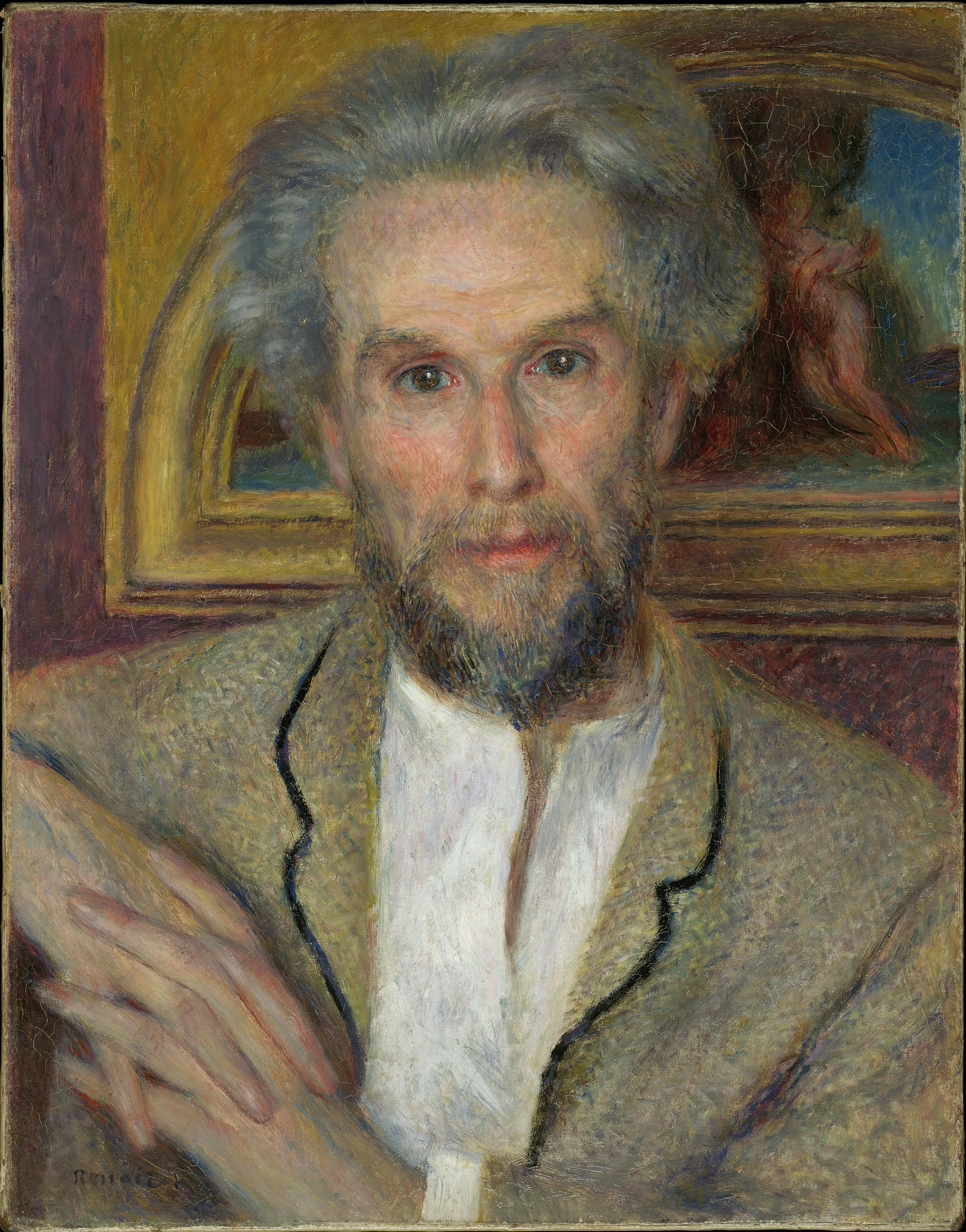
211 : Portrait
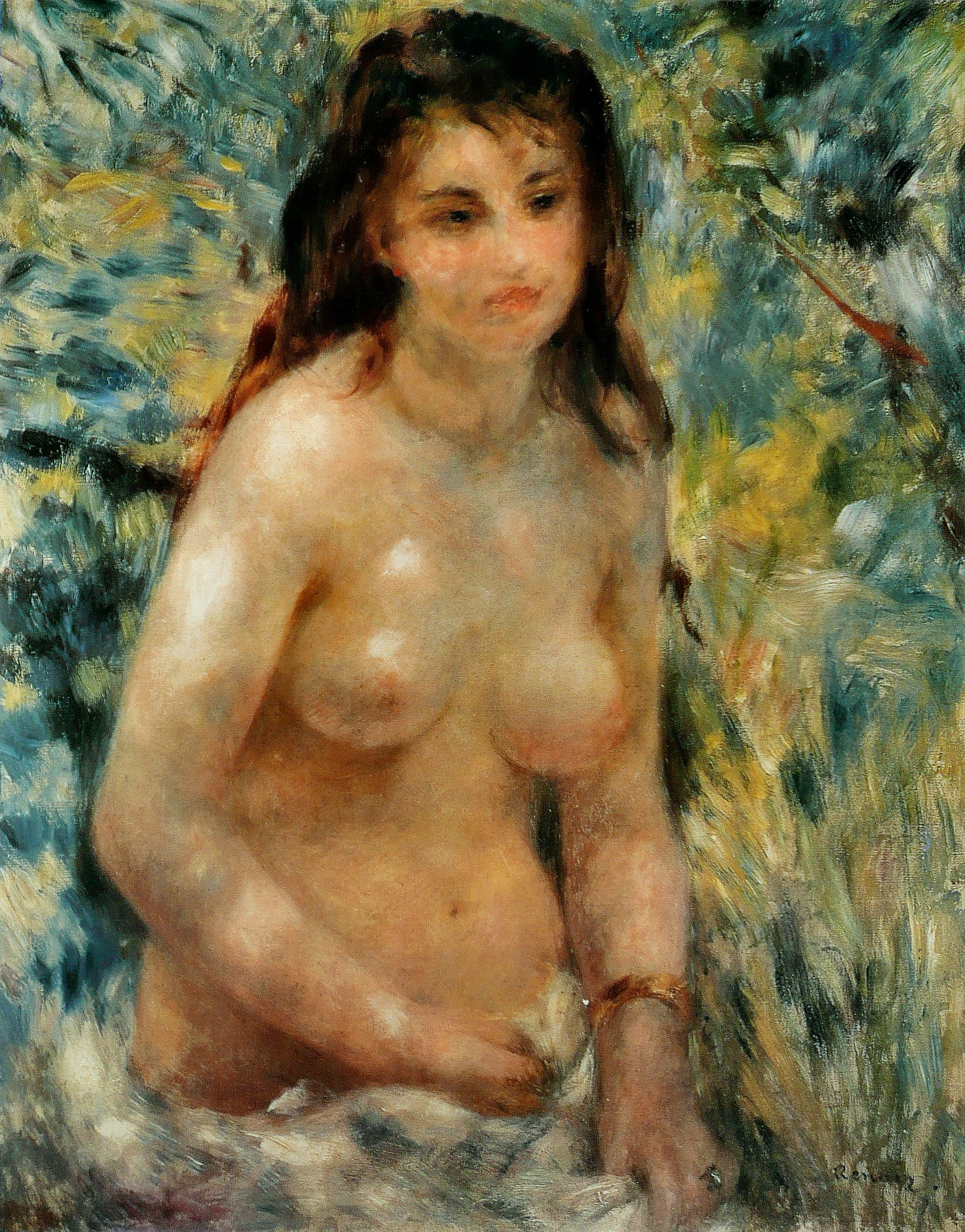
212 : Étude
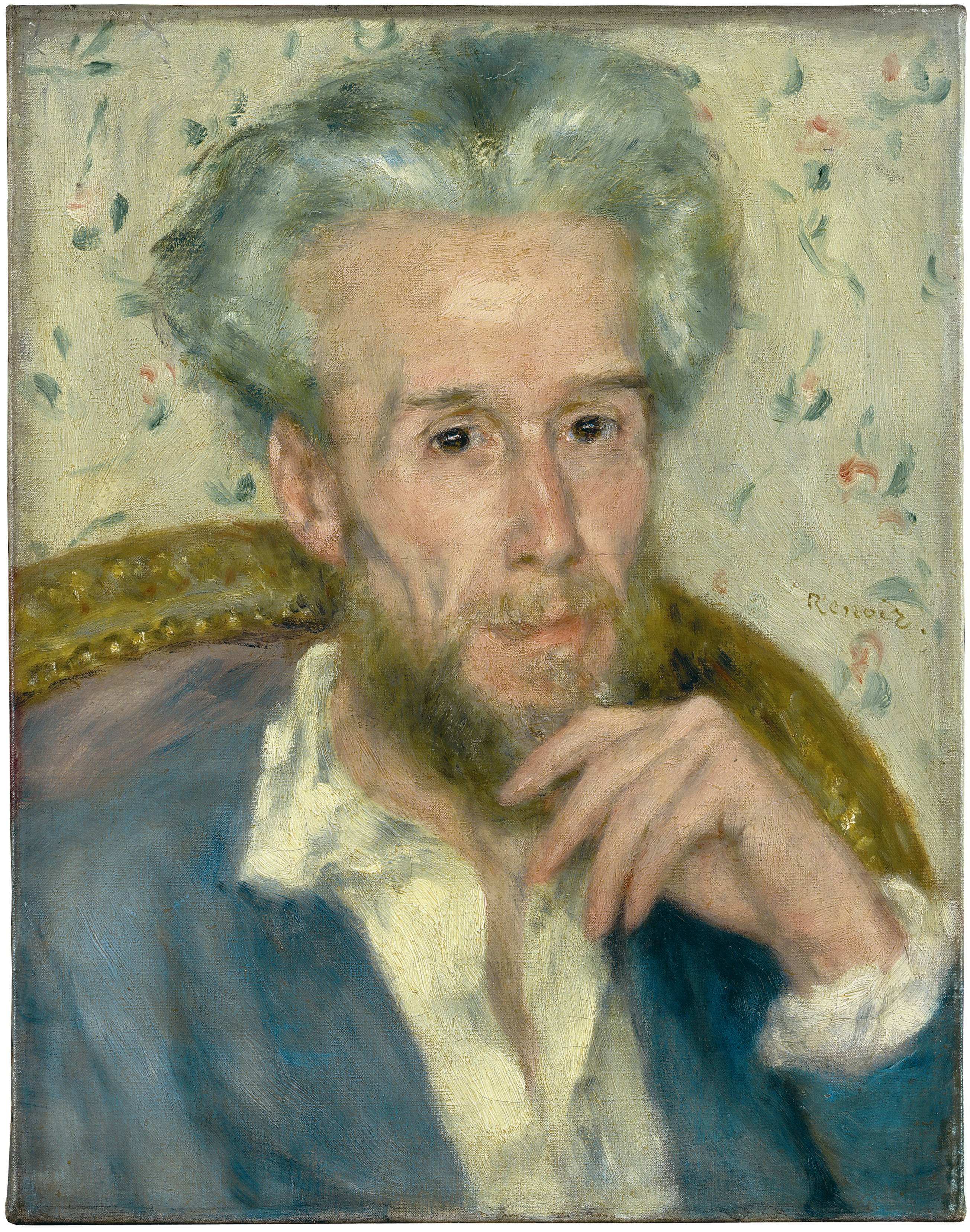
214 : Tête d'homme ?
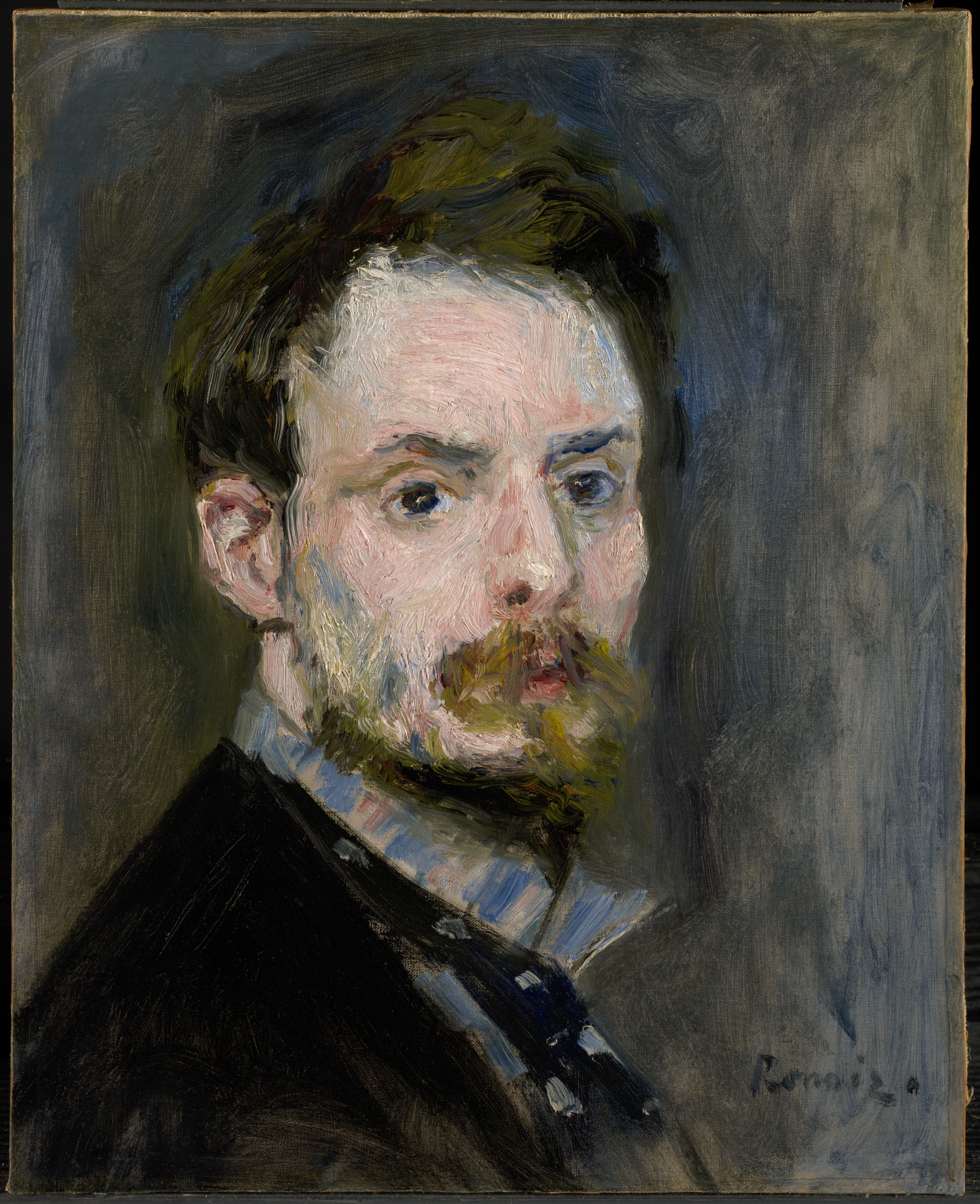
214 : Tête d'homme ?
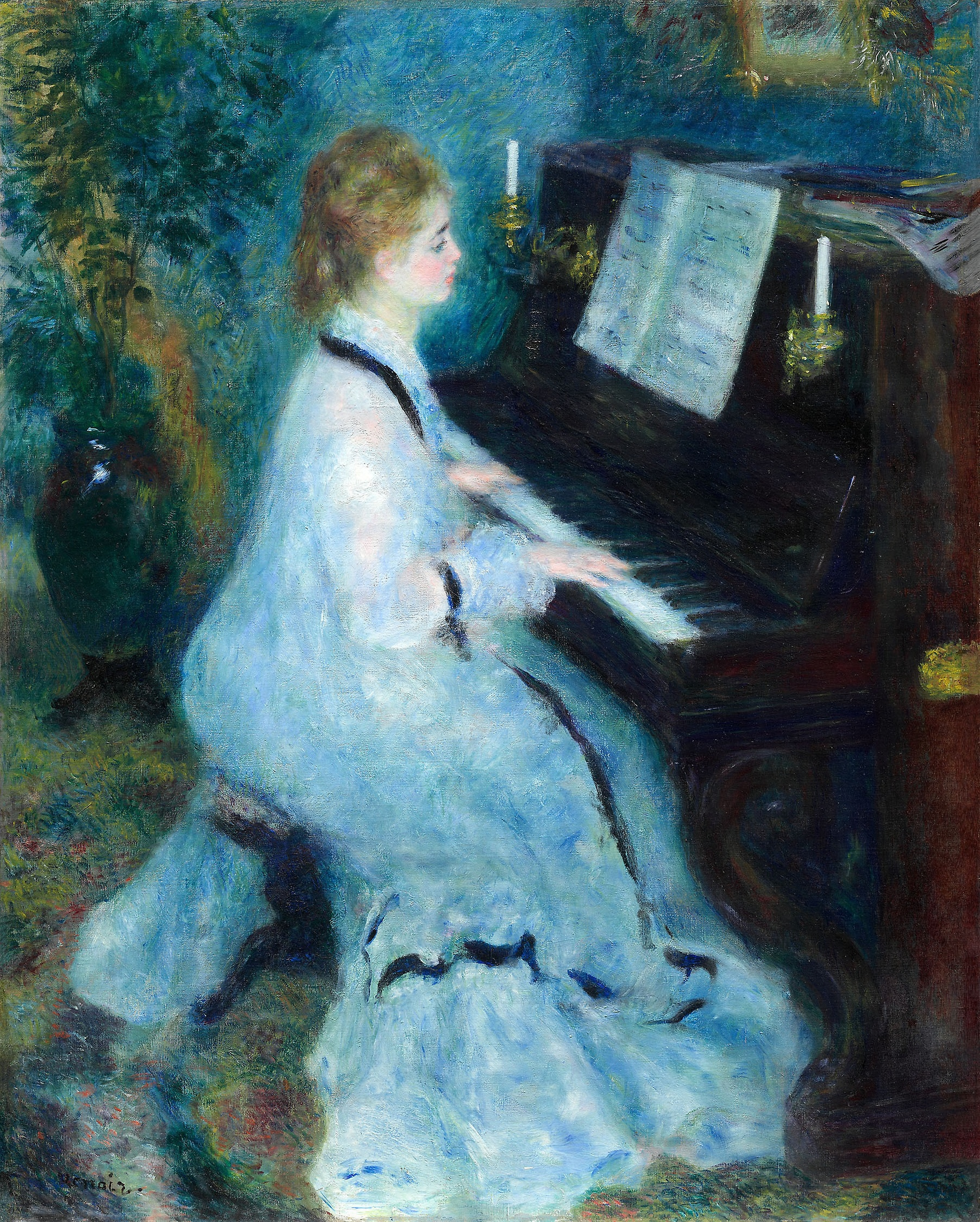
219 : Femme au piano
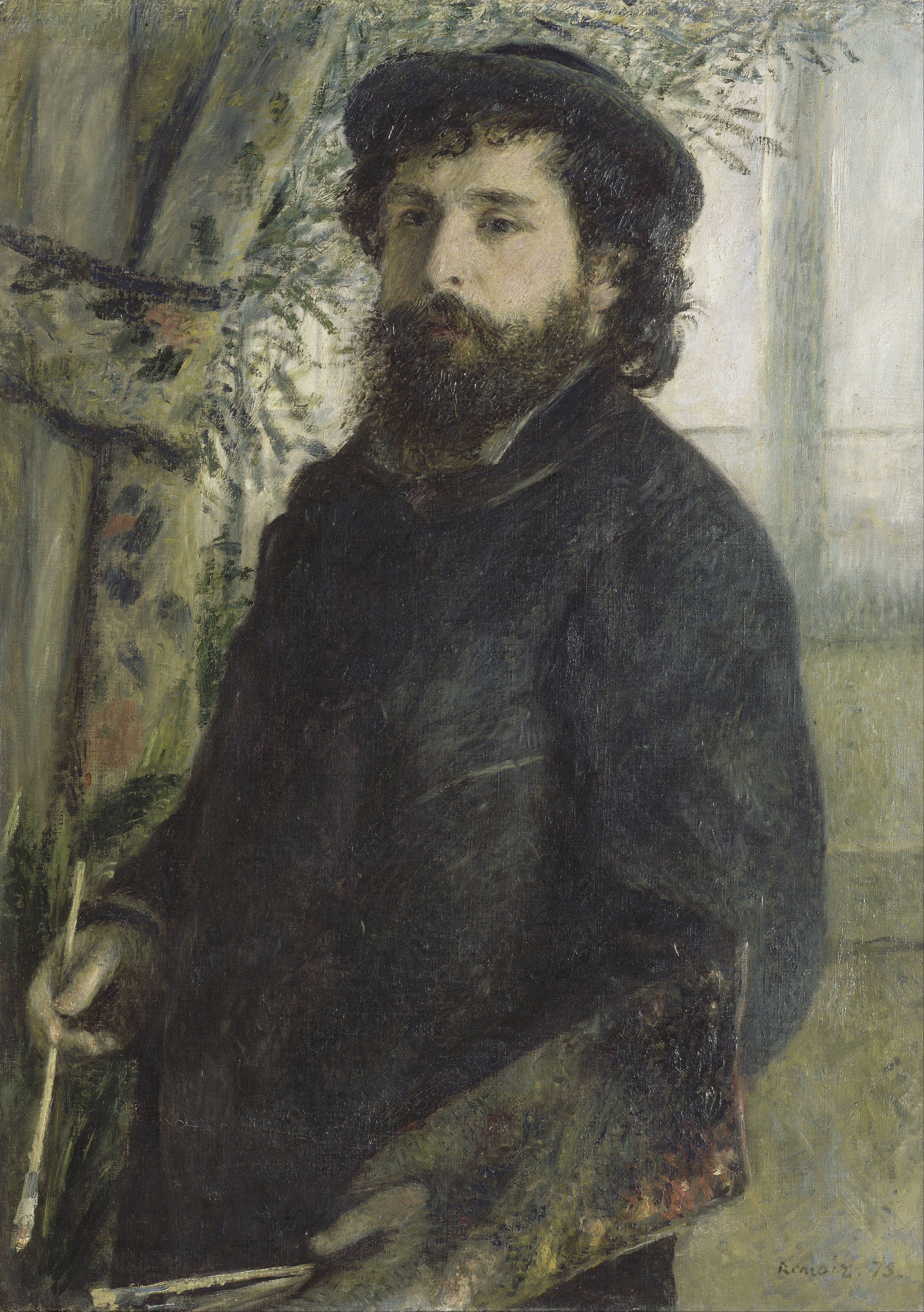
220 : Portrait de M. M... ?
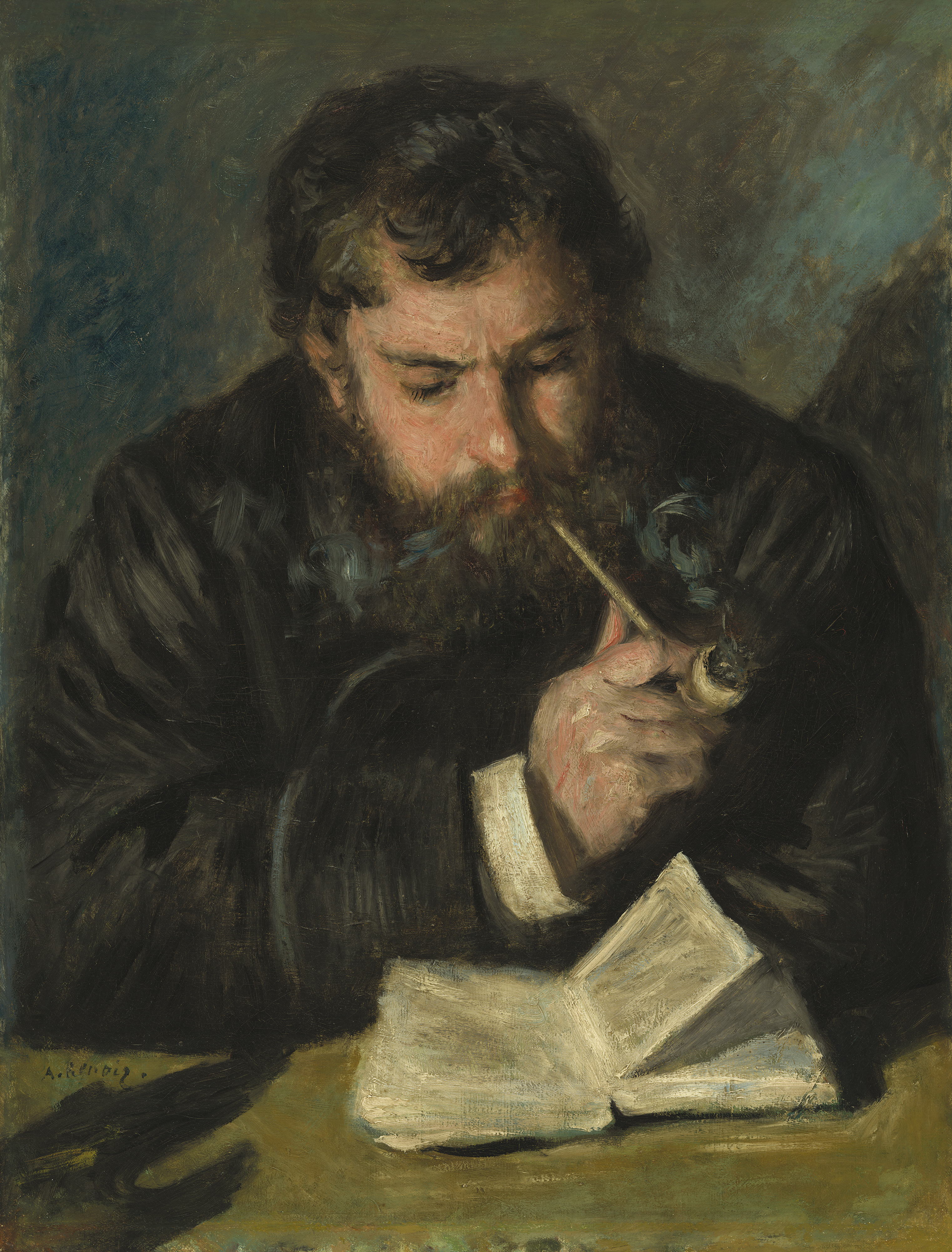
220 : Portrait de M. M... ?
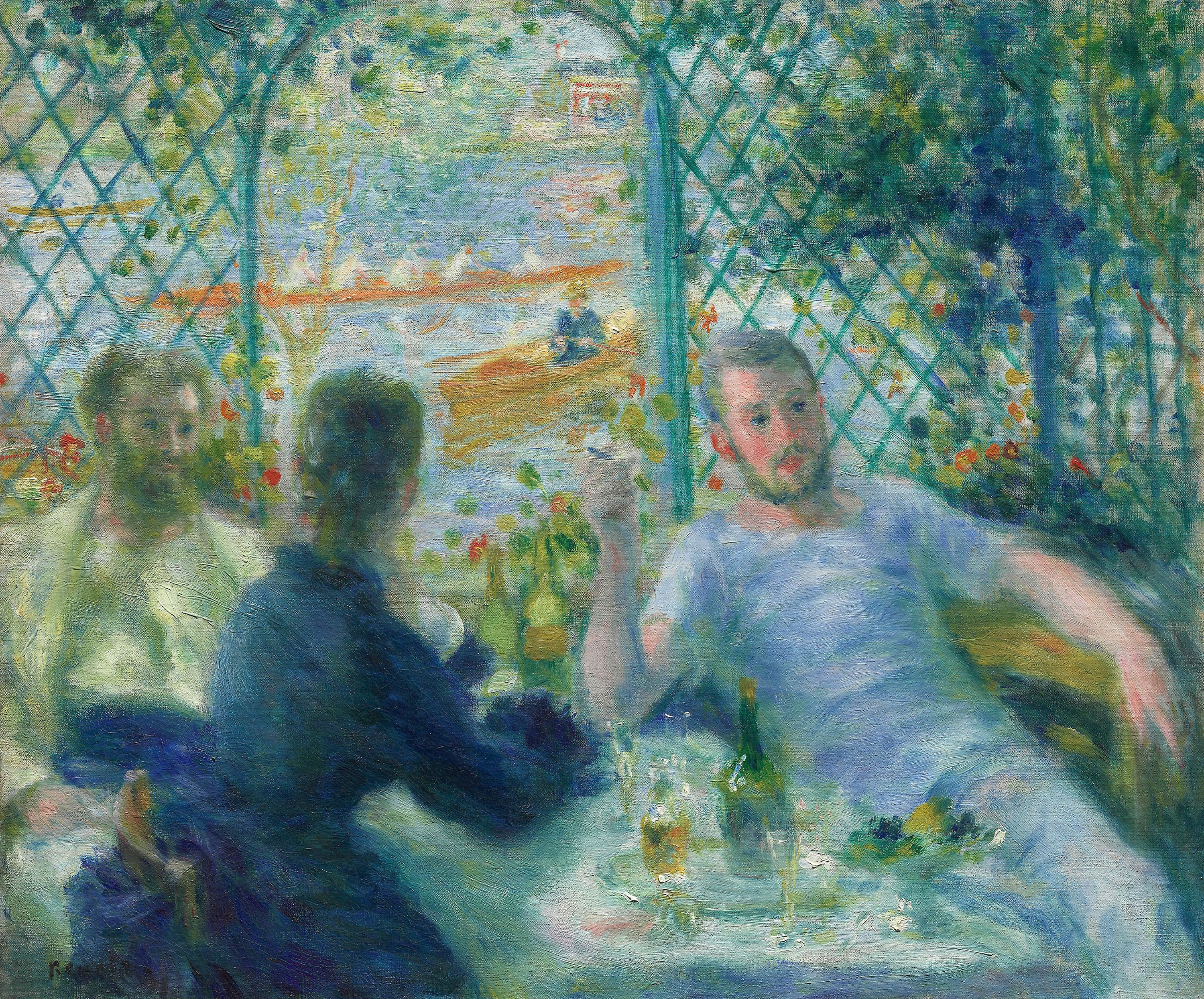
221 : Déjeuner chez Fournaise
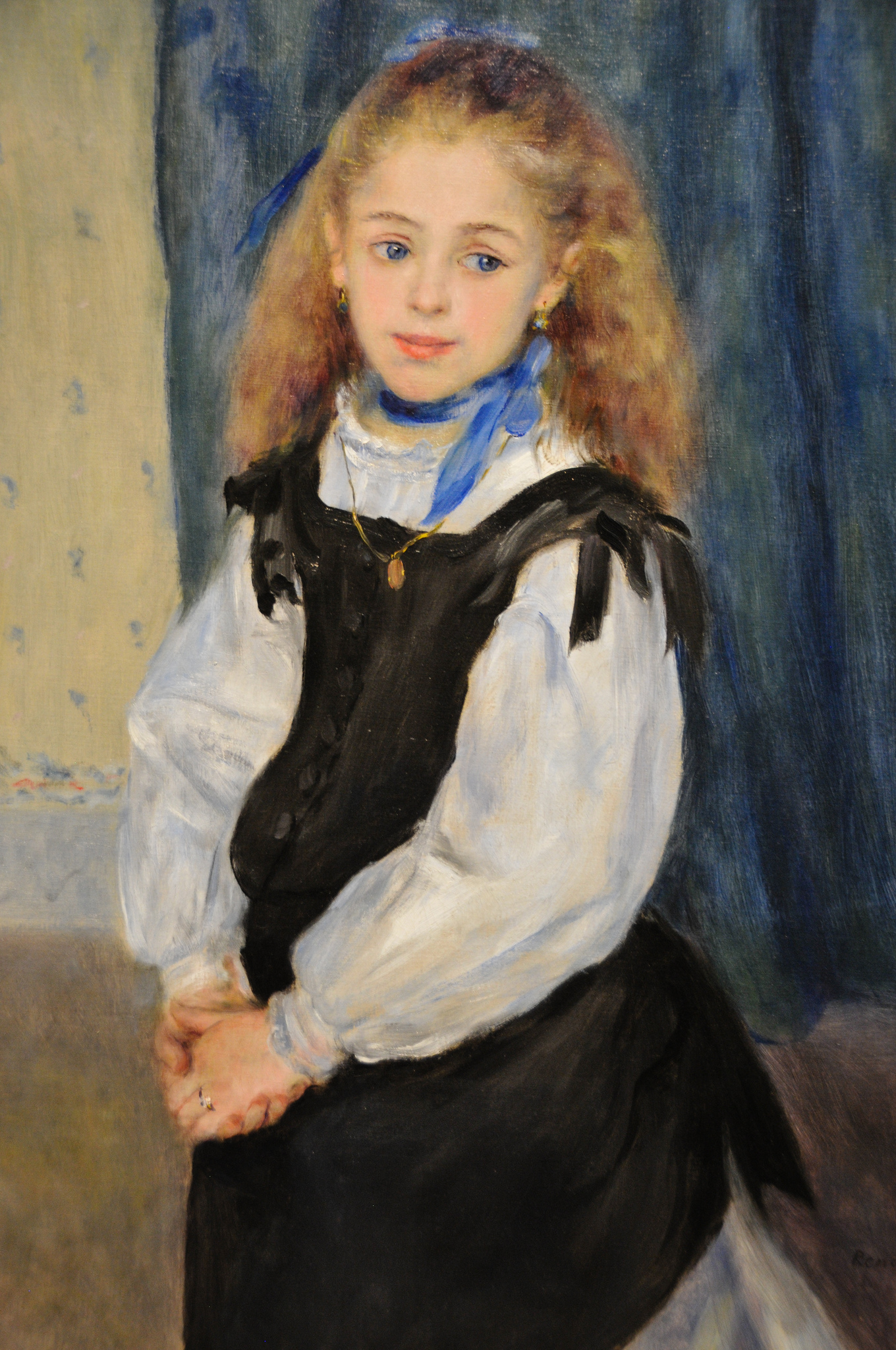
223 : Portrait de jeune fille
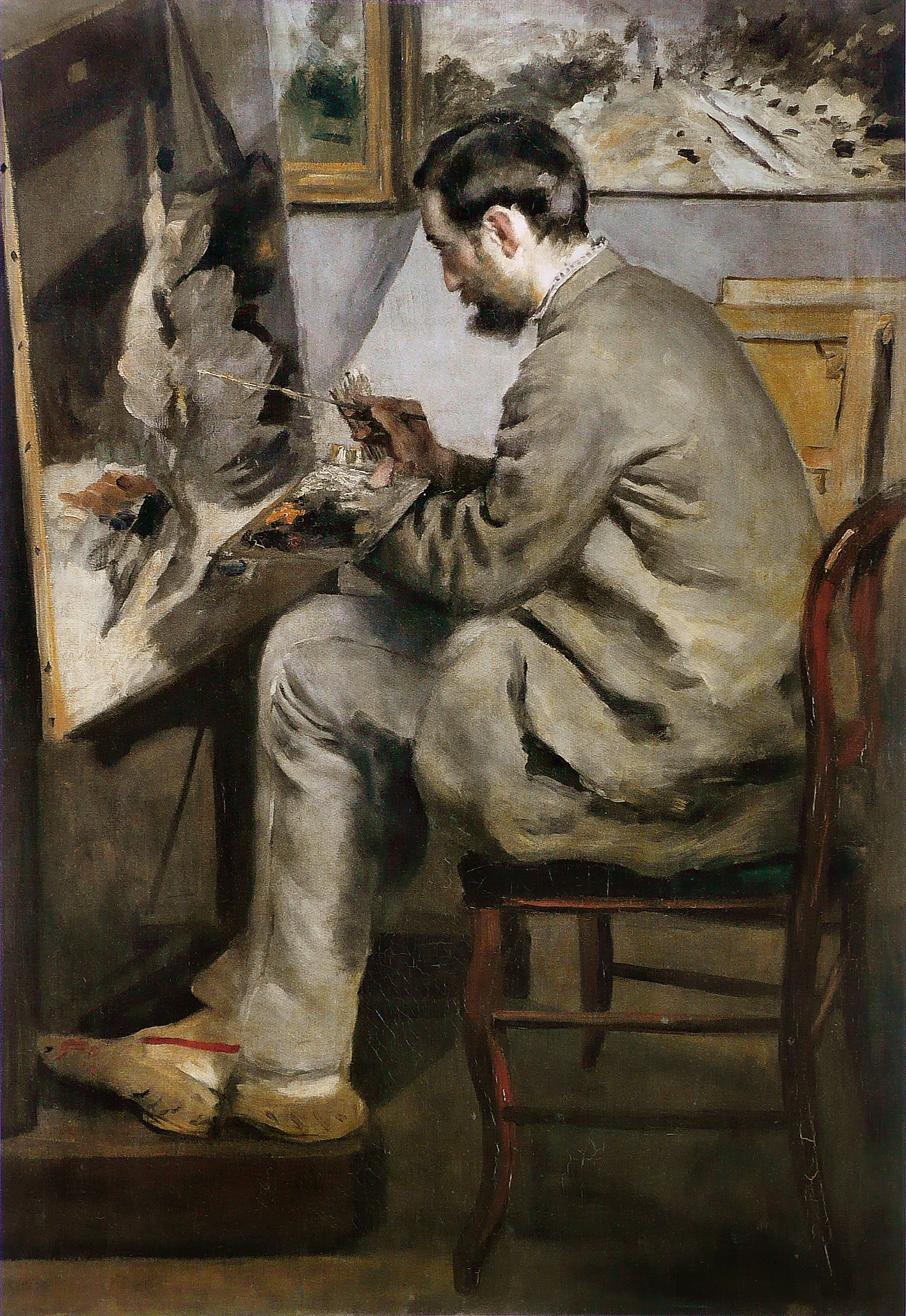
224 : Frédéric Bazille, peintre tué à Beaune-la-Rolande
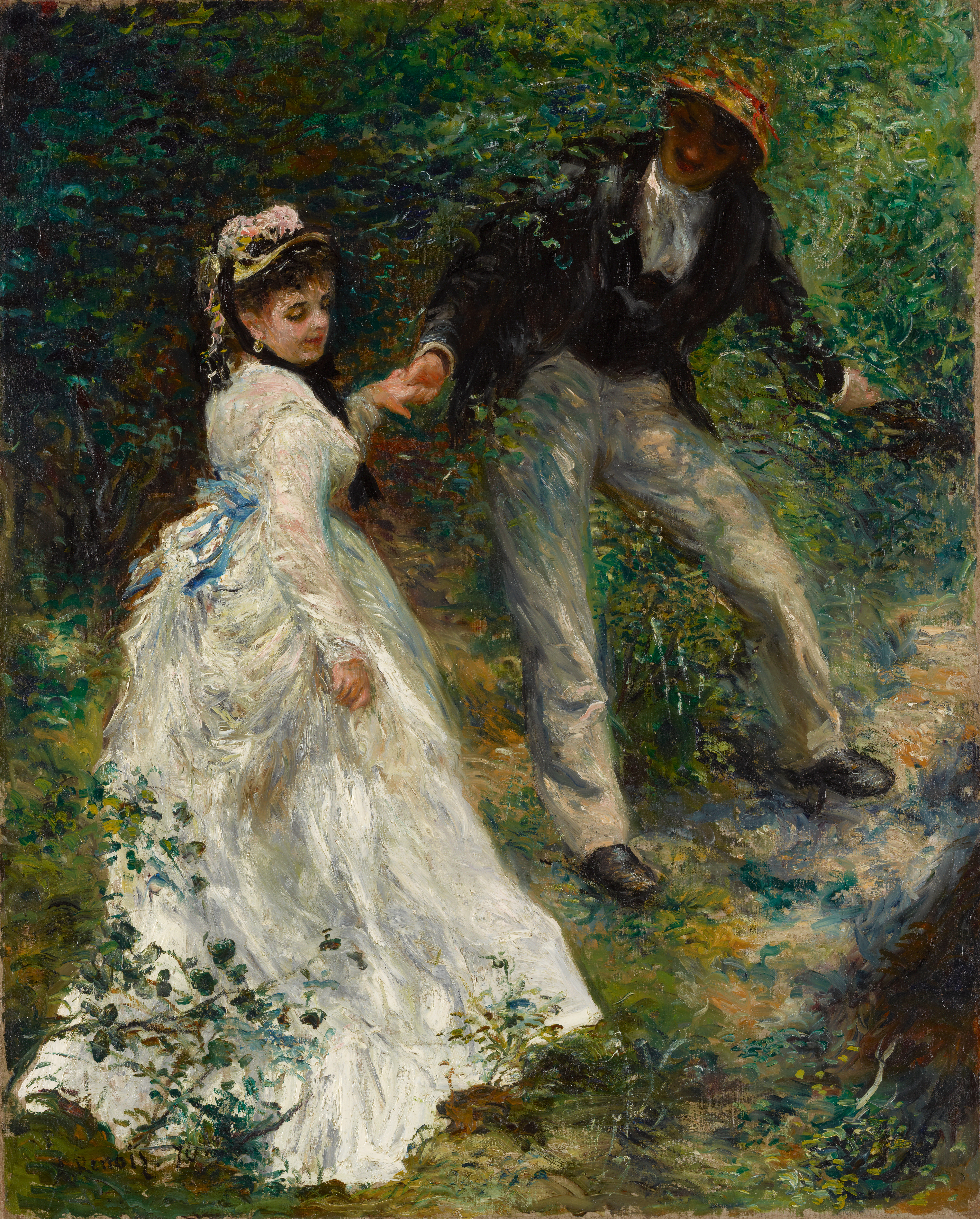
225 : La Promenade

### Henri Rouart
Henri Rouart présente 10 œuvres (sous le nom de Stanislas-Henri Rouart) : 8 peintures et 2 dessins à l'encre. Il est domicilié au 34 rue de Lisbonne à Paris. Très impliqué, Rouart a déjà participé à la 1re exposition impressionniste et participe ensuite aux 3e, 4e, 5e,  6e  et 8e éditions.
- 227 : Chemin bordé d'arbres (Normandie)
- 228 : Ancien Manoir
- 229 : Vieille Ferme bretonne (étude)
- 230 : Bords de l'Indre
- 231 : Chemin des Fourneaux (Melun)
- 232 : Vue de Melun
- 233 : Enfants bretons
- 234 : Manoir de Graffard (encre de Chine)
- 235 : Dans un parc (sépia)
- 236 : Chaumières

### Alfred Sisley
Alfred Sisley présente 8 peintures (sous le simple nom de "Sysley"). Il est indiqué être domicilié à Marly-le-Roi, sans plus de précision. Sisley a déjà participé à la 1re exposition impressionniste et participe ensuite aux 3e et 7e éditions.
- 237 : Effet de neige (appartient à Pierre–Firmin Martin)
- 238 : Avenue de l'Abreuvoir, effet de givre (appartient à Mme Latouche)
- 239 : Une route aux environs de Marly (appartient à Pierre–Firmin Martin, pourrait correspondre au Chemin de la Machine, Louveciennes)
- 240 : L'Abreuvoir de Marly, en hiver (appartient à Pierre–Firmin Martin ; collection de la National Gallery[51])
- 241 : Le Bord d'un ruisseau, environs de Paris (appartient à Paul Durand-Ruel)
- 242 : Le Chemin des Aqueducs (appartient à Paul Durand-Ruel ; possiblement dans la collection du musée d'Art de Toledo sous le titre L'Aqueduc de Marly[52], ou dans une collection particulière sous le titre Environs de Louveciennes, ou encore dans celle du musée Oskar Reinhart « Am Römerholz » sous le titre Le Chemin des Aqueducs)
- 243 : Route de Saint-Germain (appartient à Pierre–Firmin Martin)
- 244 : Inondations à Port-Marly (appartient à M. Alphonse Legrand ; collection du musée d'Orsay sous le titre L'Inondation à Port-Marly[53])

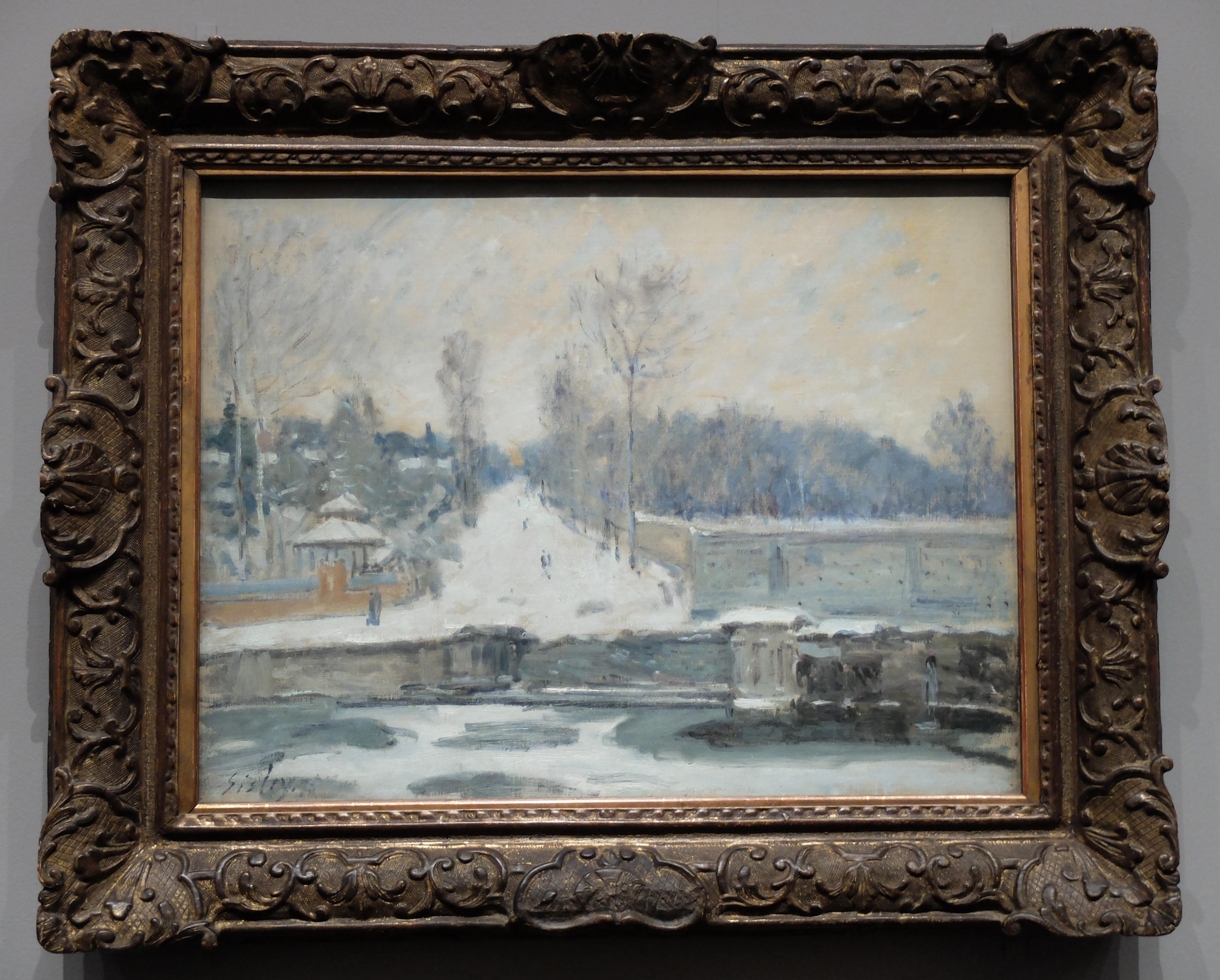
240 : L'Abreuvoir de Marly, en hiver
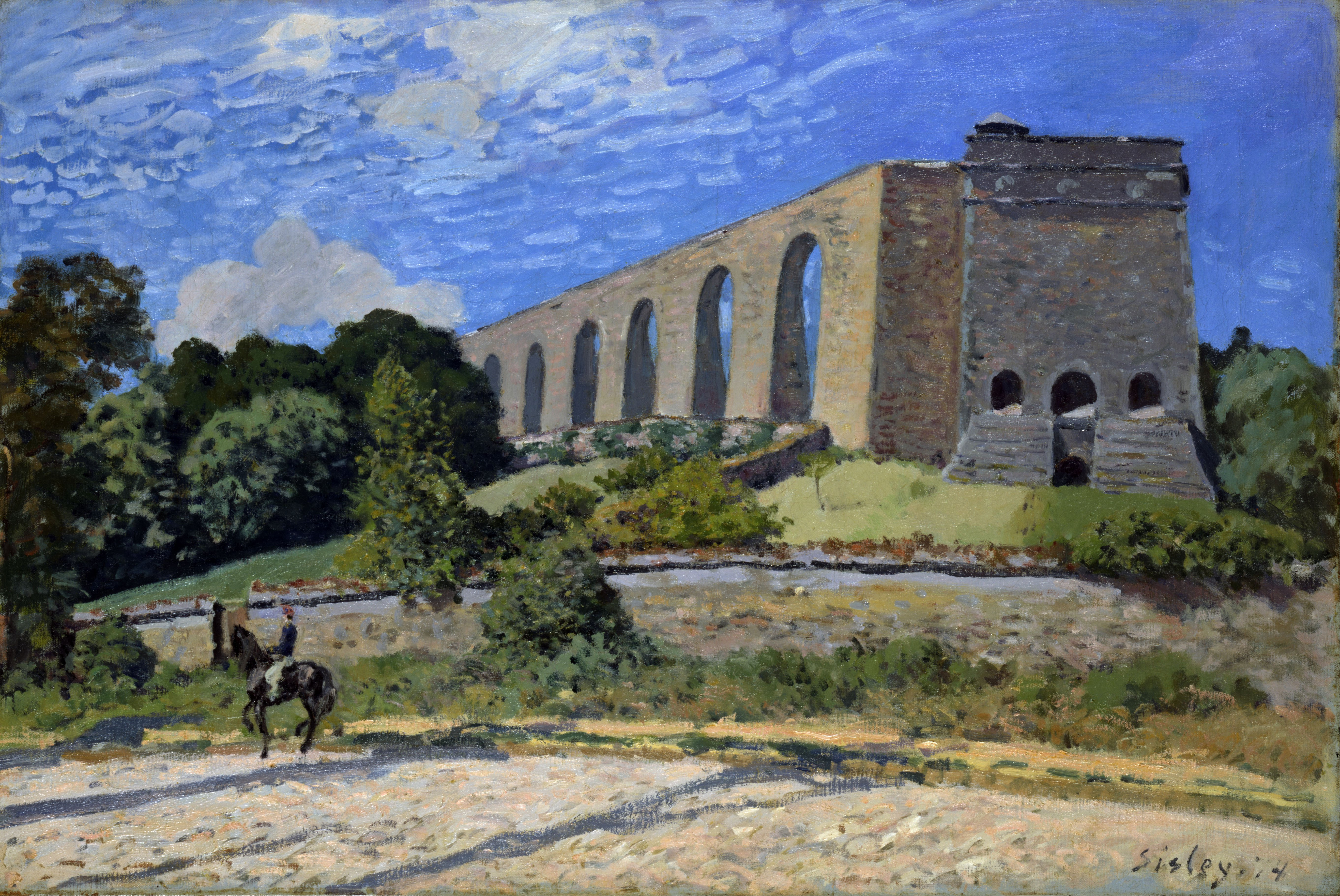
242 : Le Chemin des Aqueducs ?
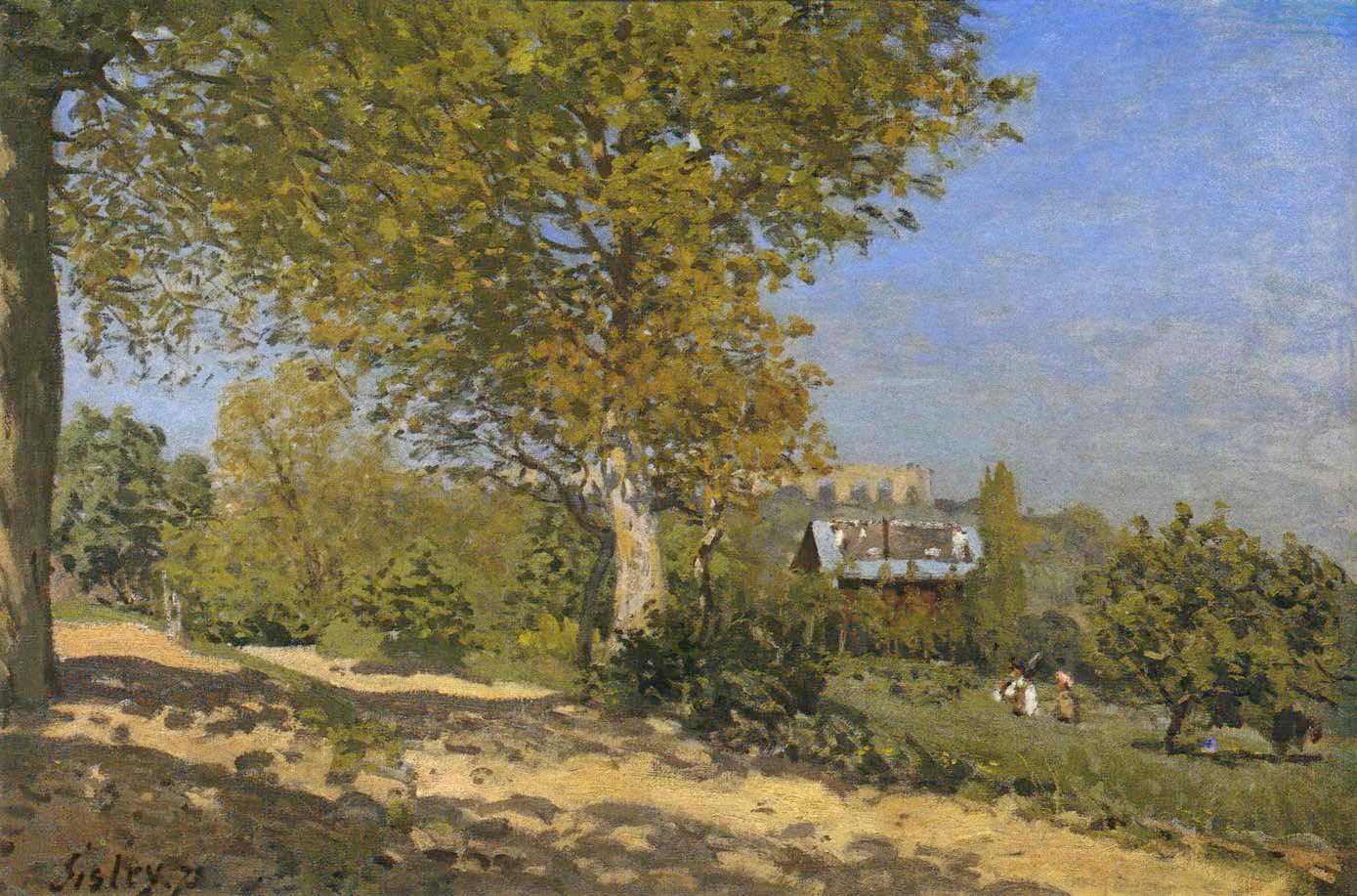
242 : Le Chemin des Aqueducs ?
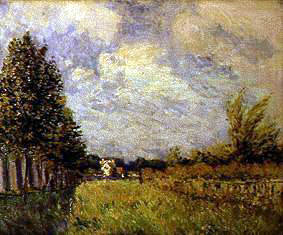
242 : Le Chemin des Aqueducs ?
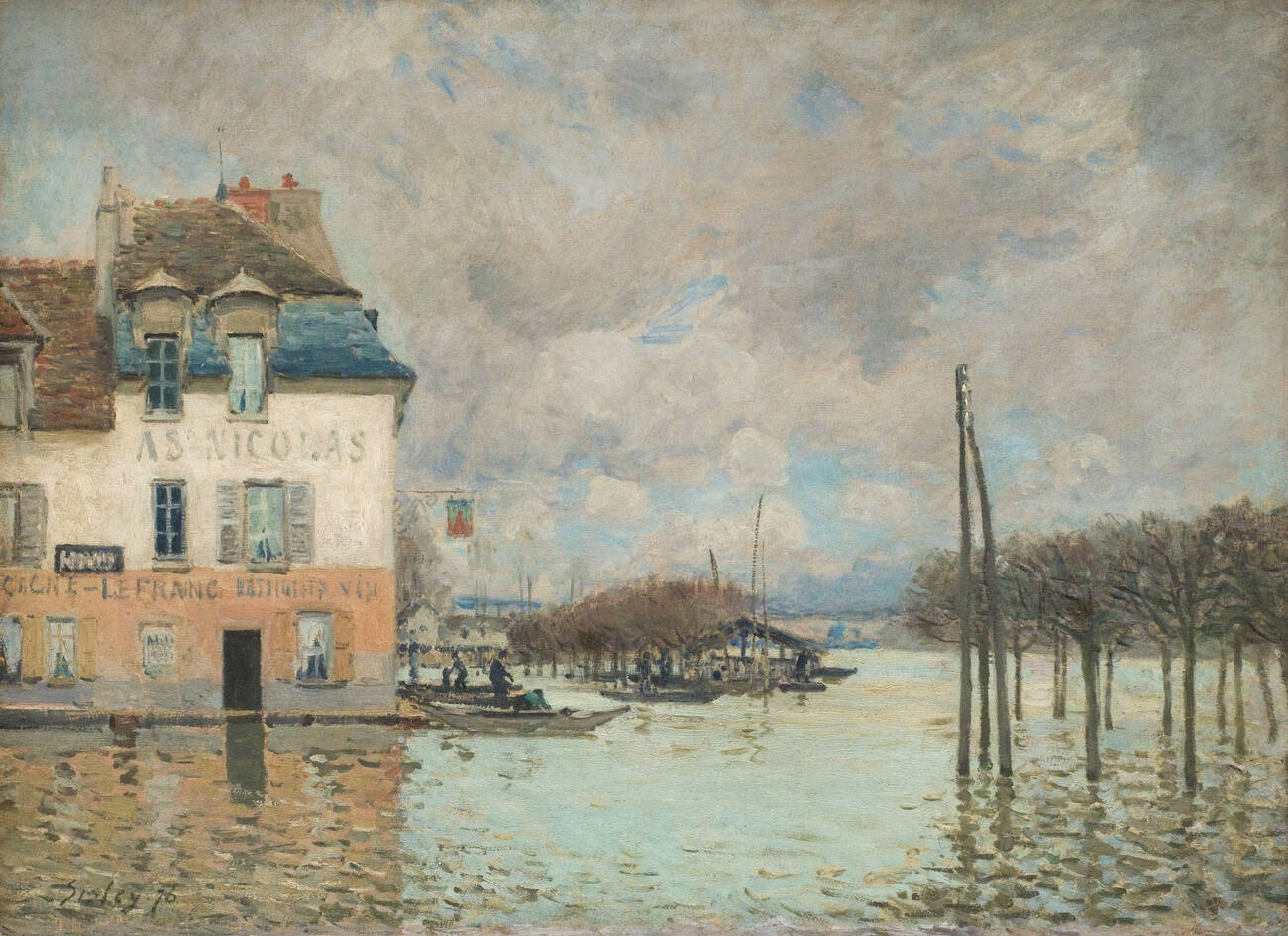
244 : Inondations à Port-Marly

### Charles Tillot
Charles Tillot présente 8 peintures. Il est indiqué être domicilié au 7 rue Duperré à Paris. Tillot participe ensuite aux 3e, 4e, 5e, 6e et 8e éditions.
- 245 : Le Chaos de Villers
- 246 : Vue prise des hauteurs du Chaos, à Villers
- 247 : Falaises, à Villers
- 248 : Falaises à marée basse
- 249 : Manoir de Graffard
- 250 : Roches et Plage à Villers
- 251 : Plaine de Barbizon
- 252 : Intérieur du Bas-Bréau